# 訃報 2024年9月
訃報 2024年9月（ふほう 2024ねん9がつ）では、2024年9月に物故した、又は物故の報道若しくは告知がなされた人物について纏めるものである。

## 1日 - 15日

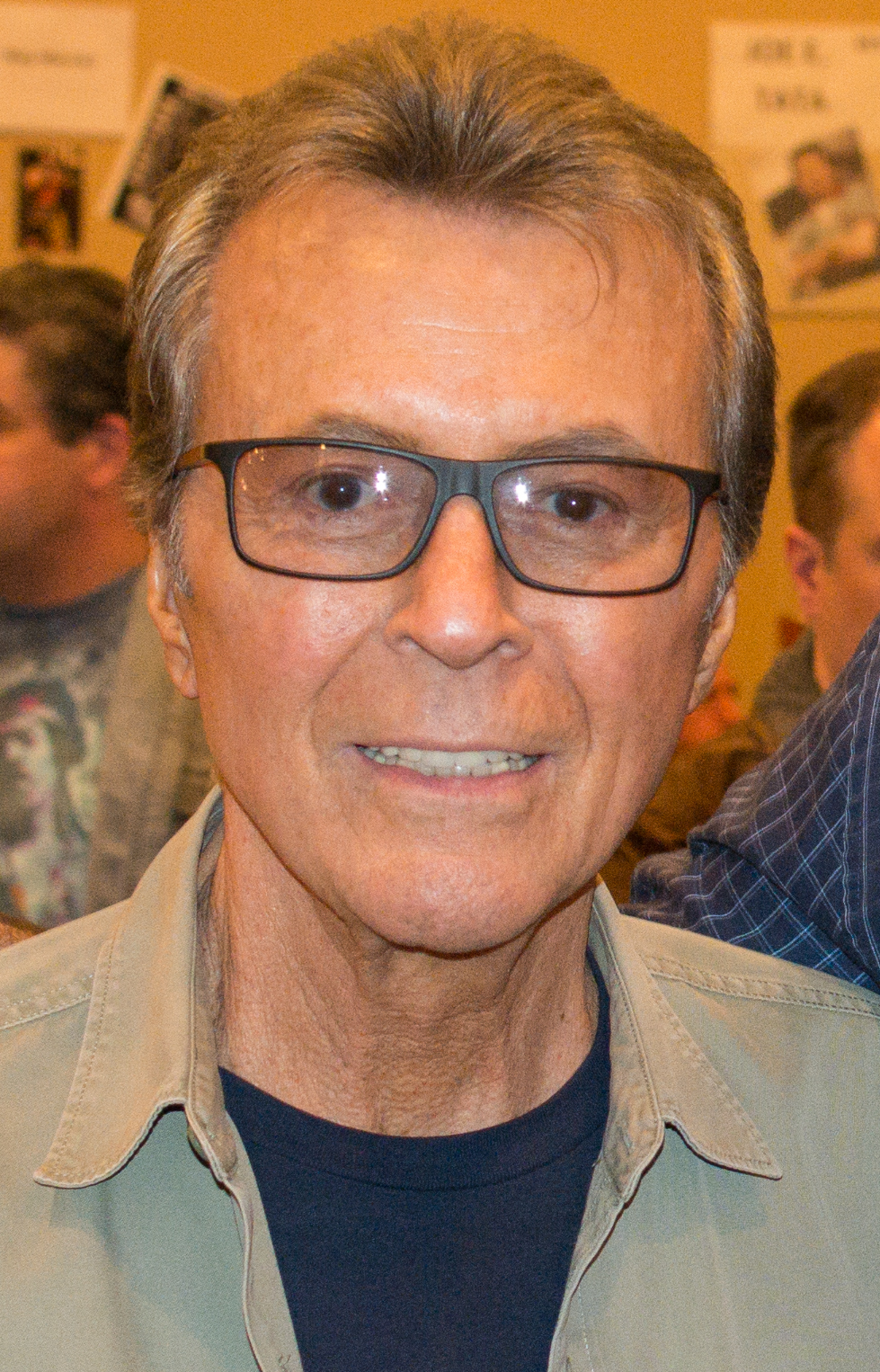
ジェイムズ・ダレン／9月2日没

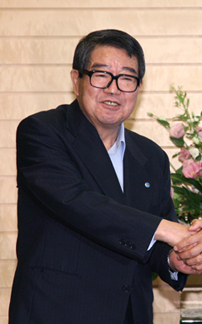
高木剛／9月2日没

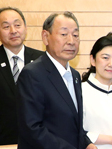
山口昇士／9月3日没

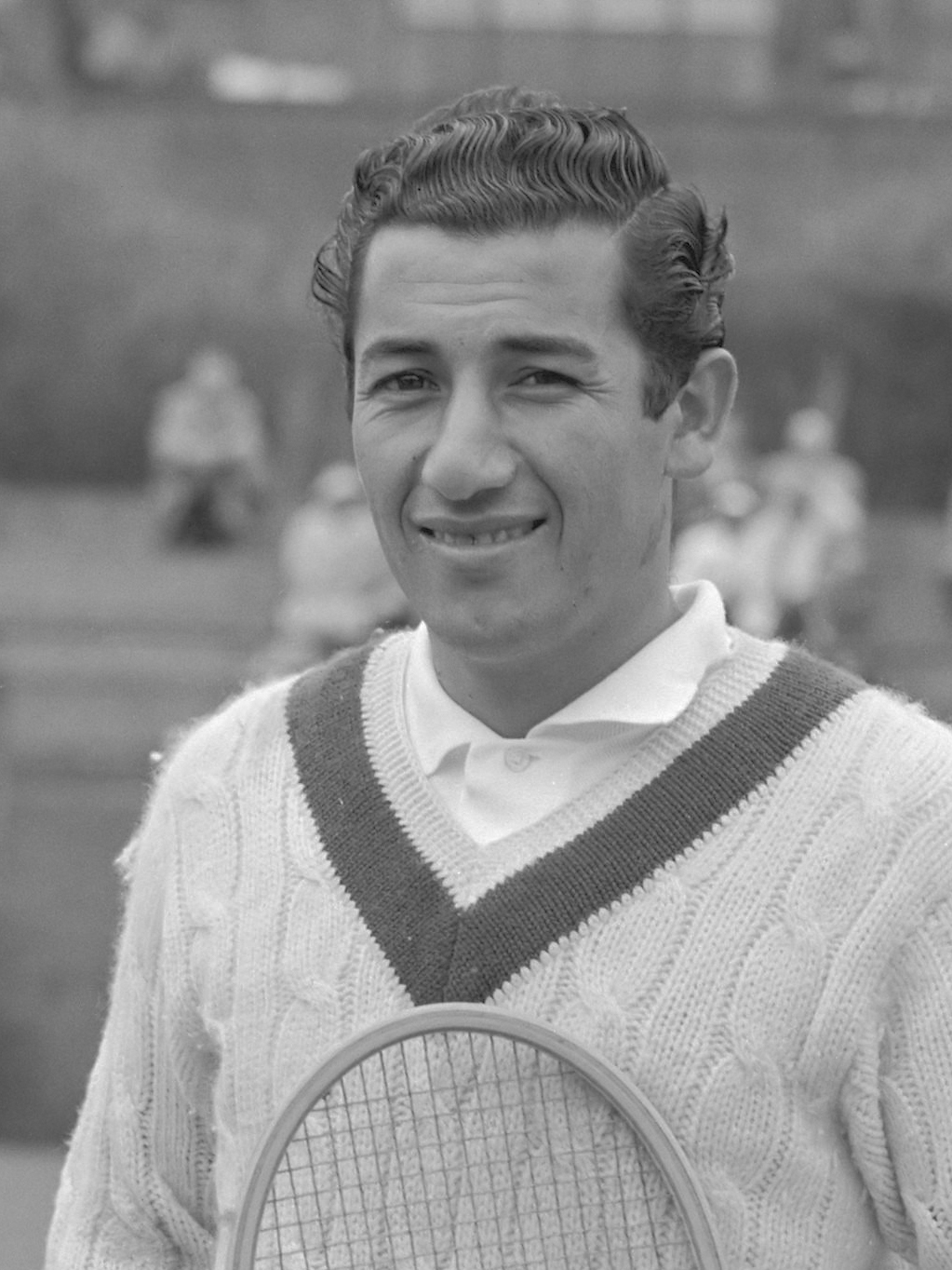
ルイス・アヤラ／9月4日没

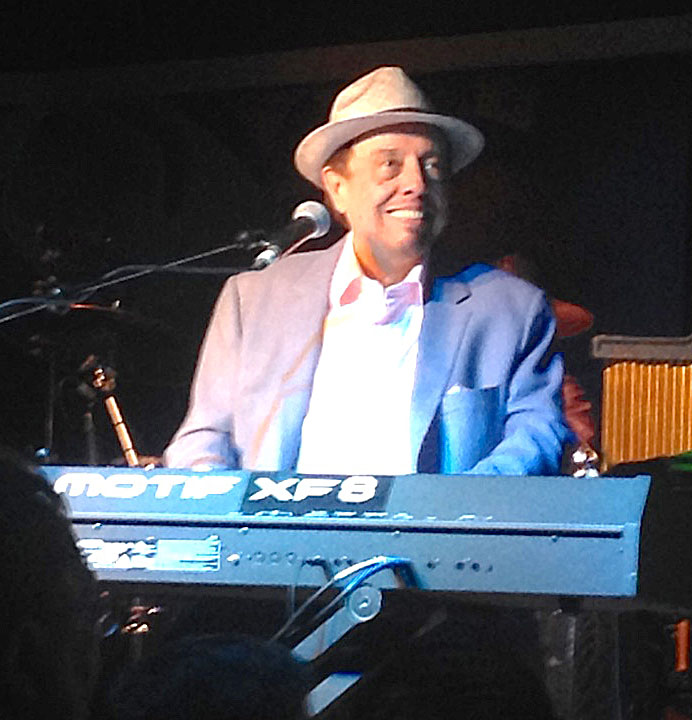
セルジオ・メンデス／9月5日没

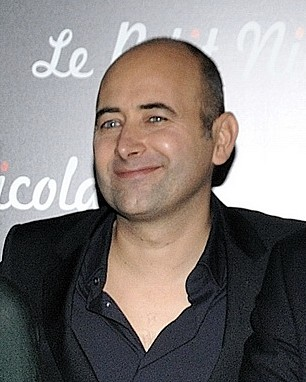
ローラン・ティラール／9月5日没

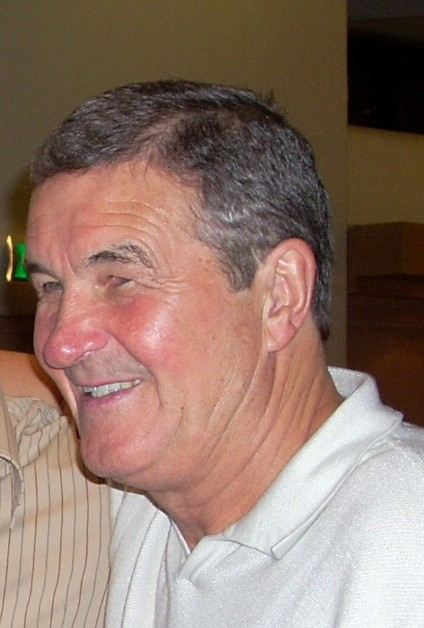
ロン・イェイツ／9月6日没

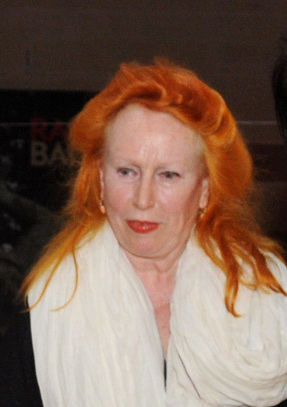
レベッカ・ホルン／9月6日没

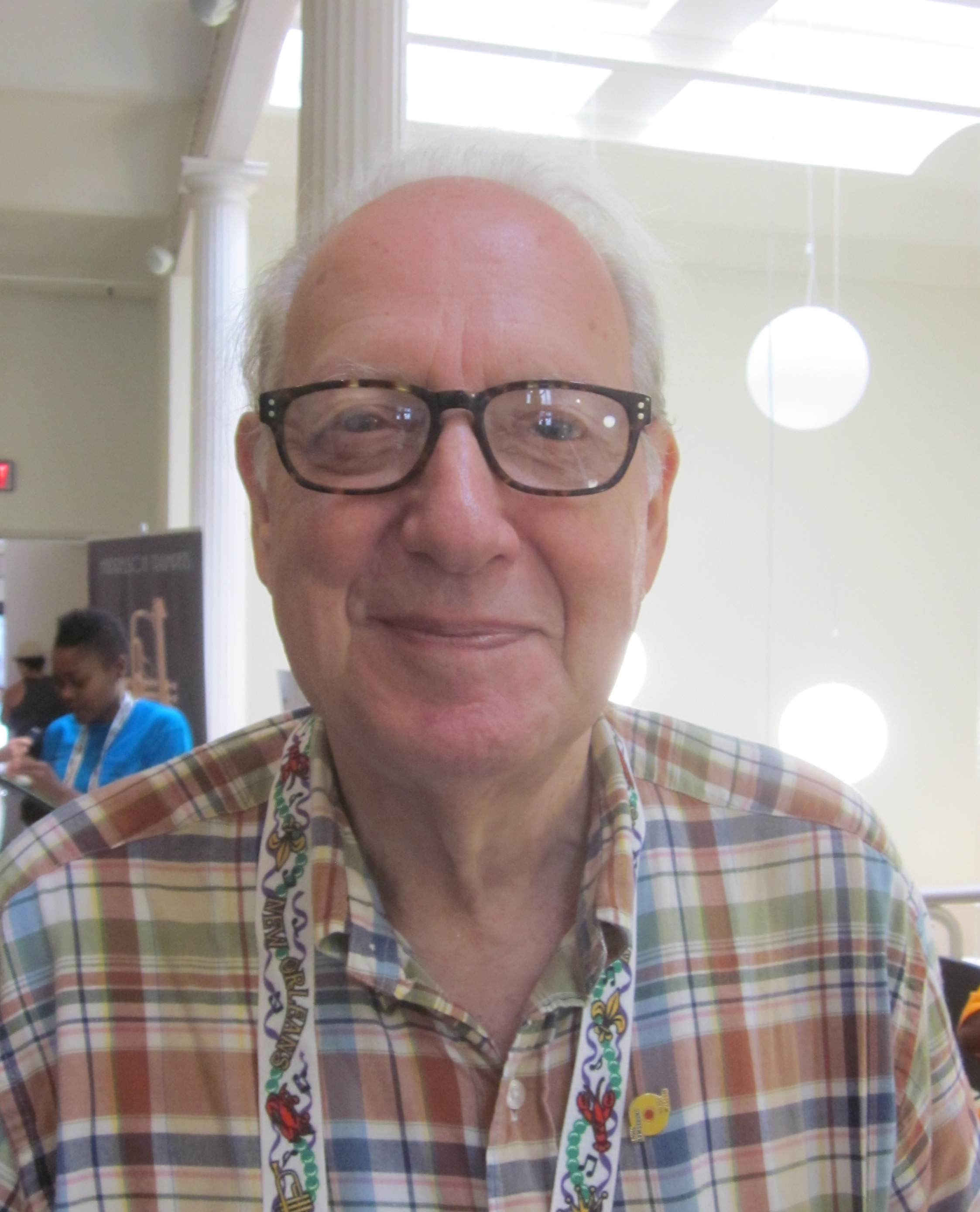
ダン・モルゲンシュテルン／9月7日没

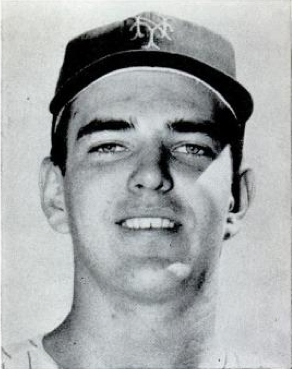
エド・クレインプール／9月8日没

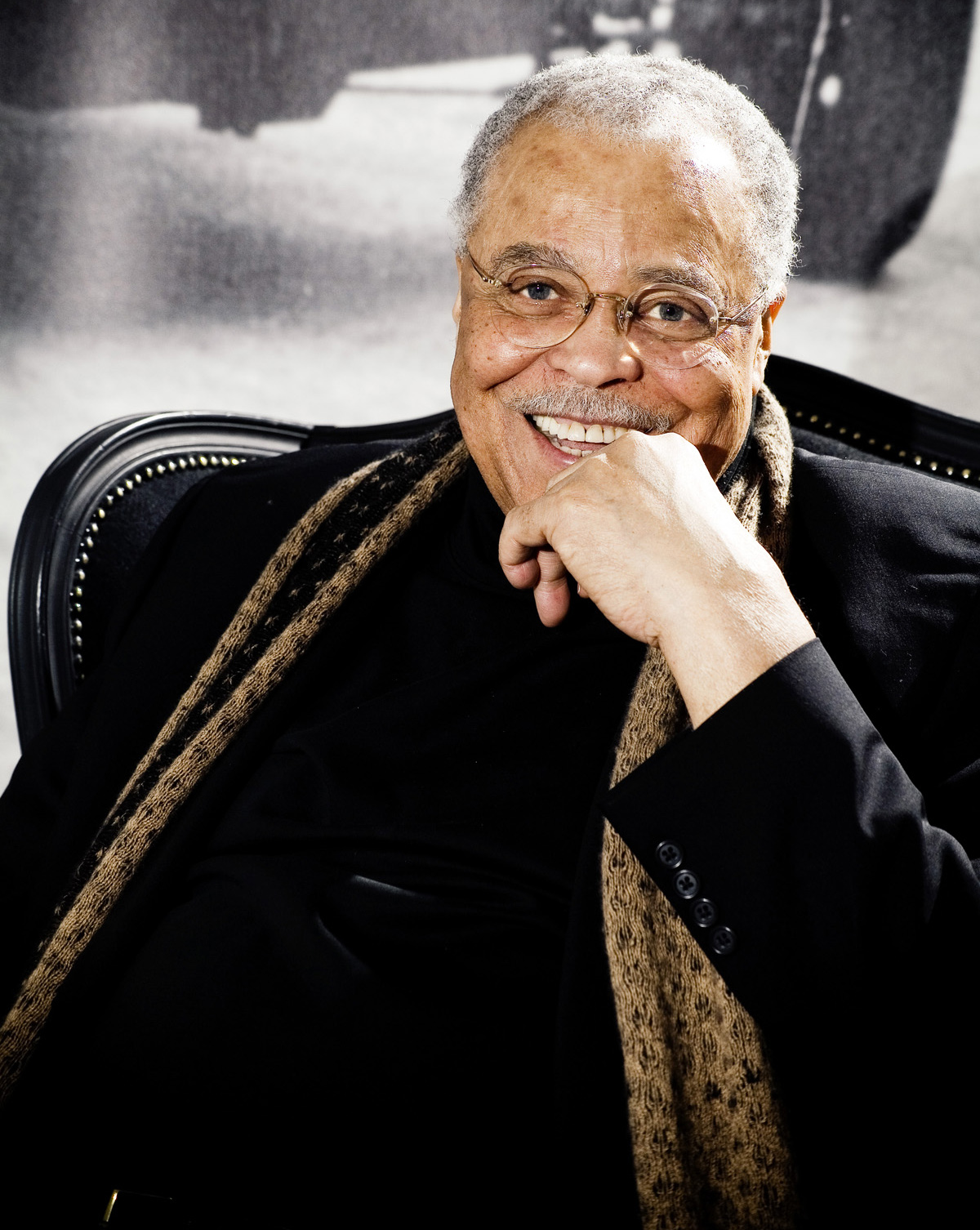
ジェームズ・アール・ジョーンズ／9月9日没

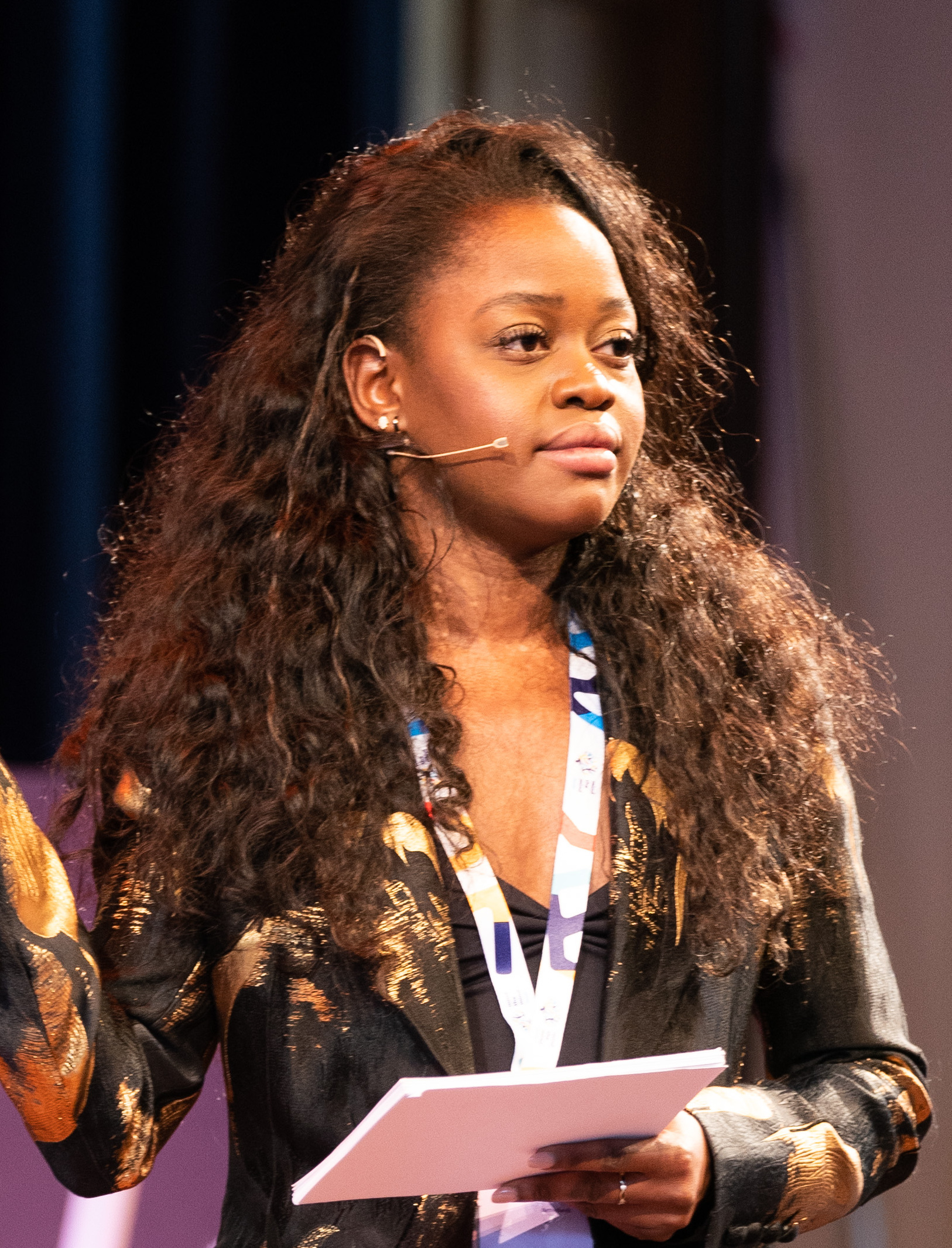
ミケーラ・デプリンス／9月10日没

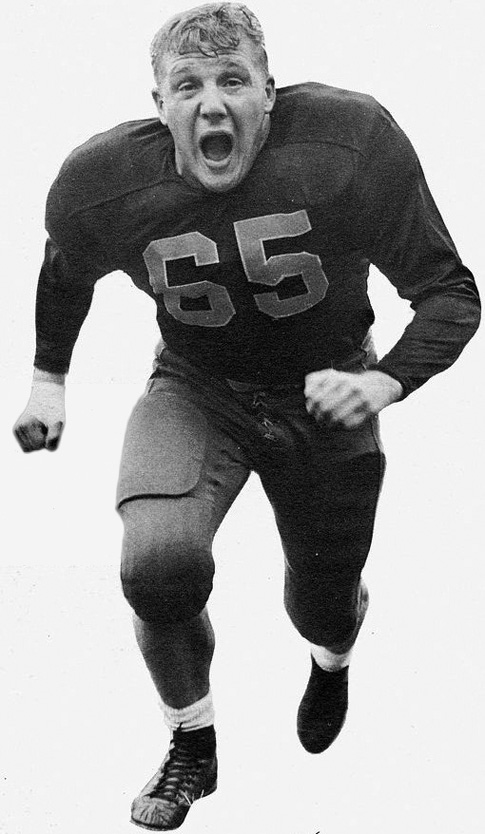
ジョー・シュミット／9月11日没

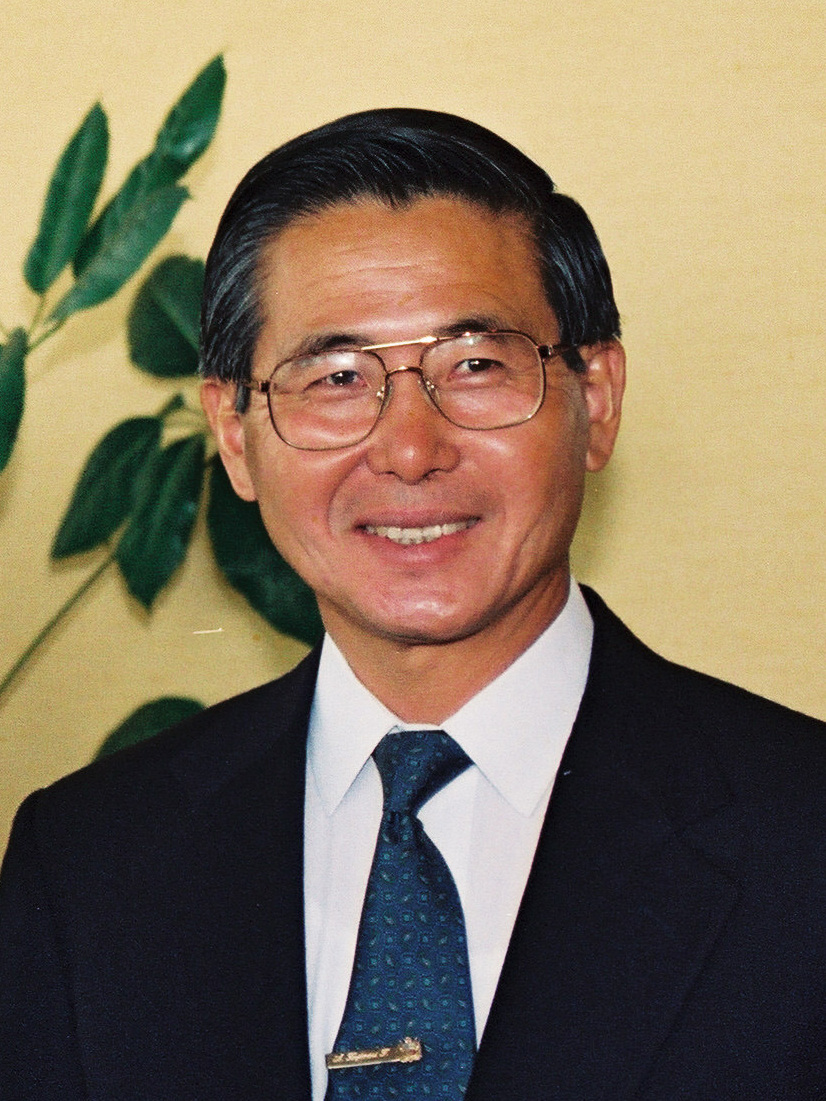
アルベルト・フジモリ／9月11日没

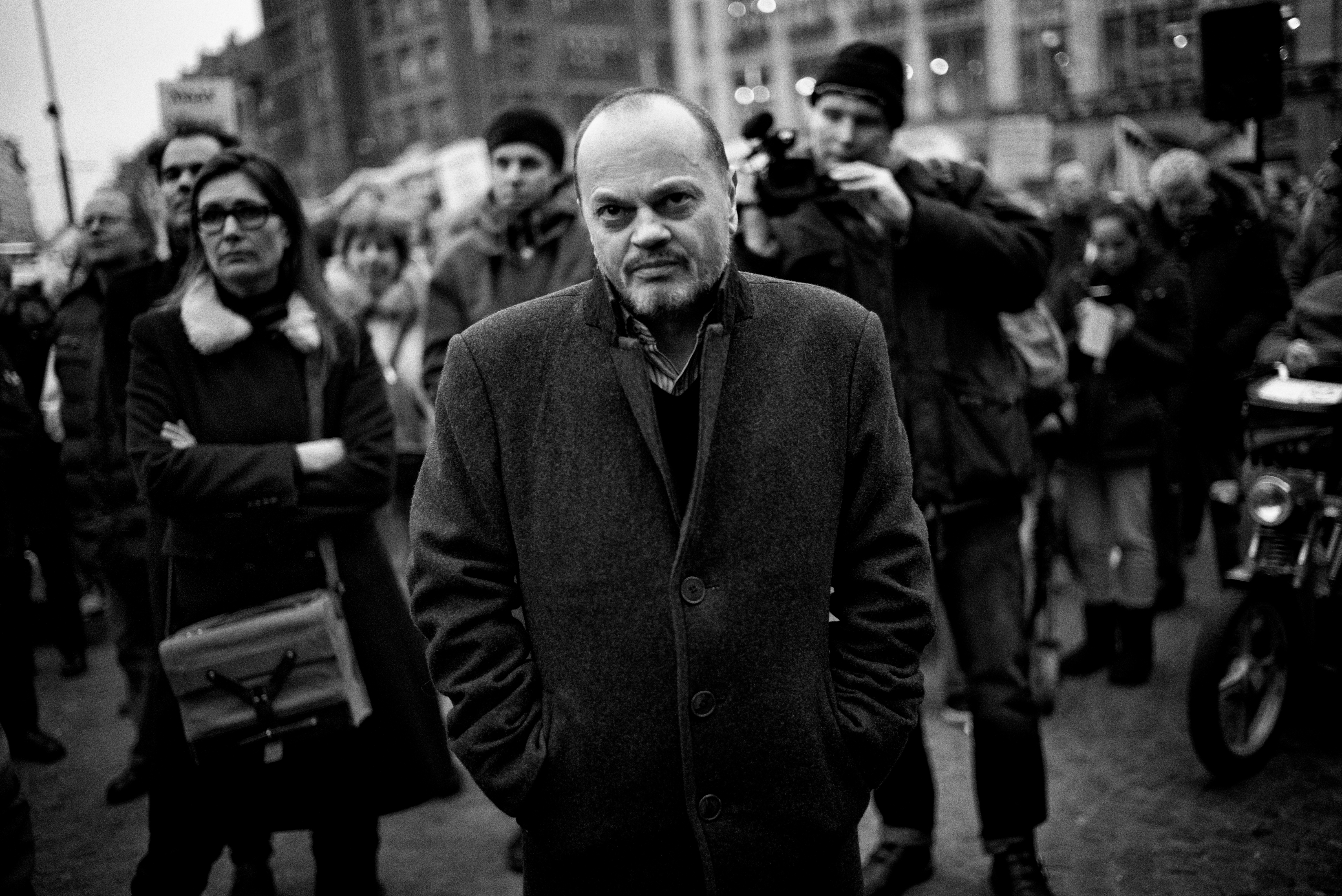
ペテル・クラスホルスト／9月11日没

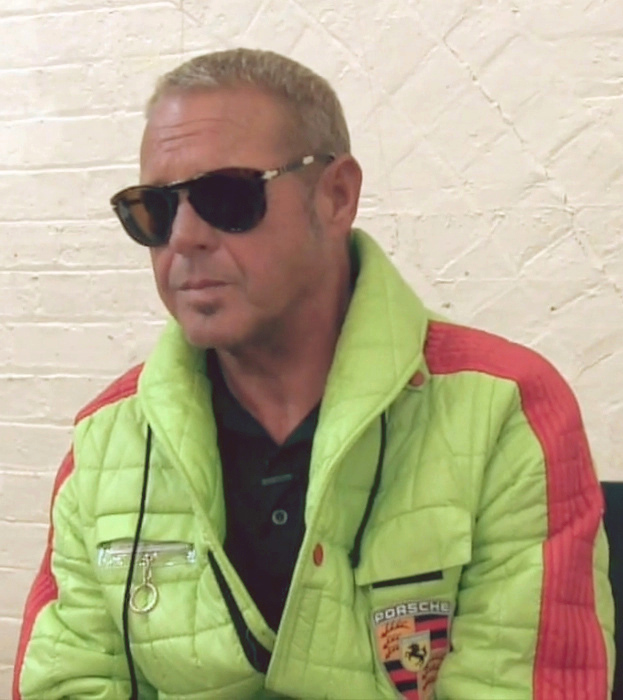
チャド・マックイーン／9月11日没

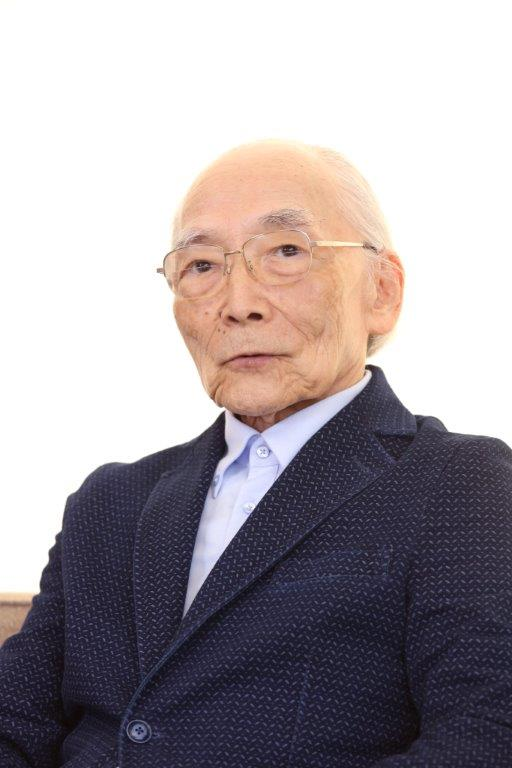
田中信昭／9月12日没

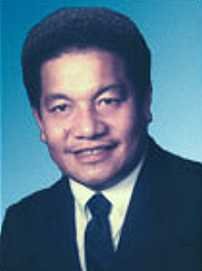
ジョン・ハグレルガム／9月12日没

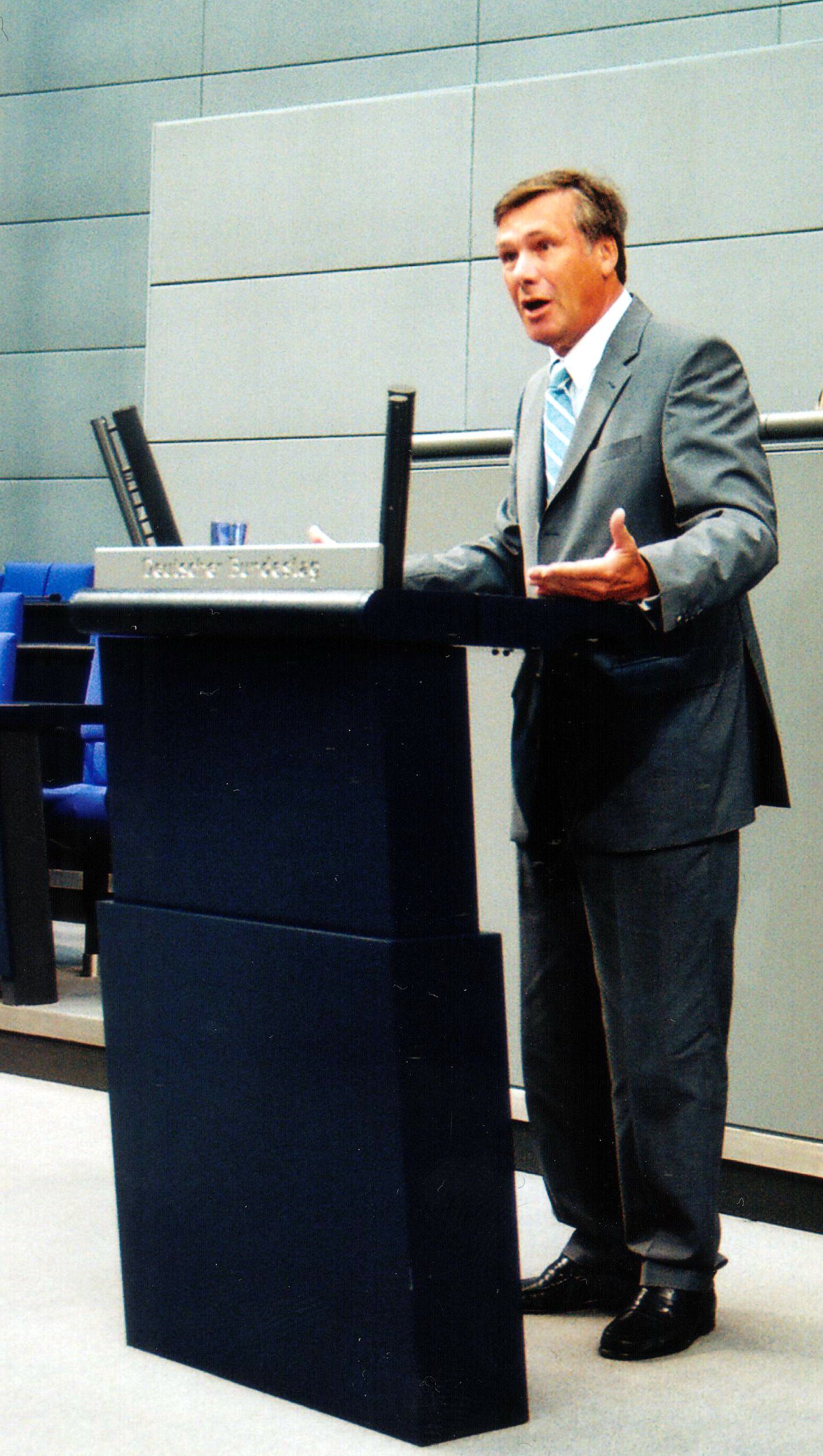
ヴォルフガング・ゲルハルト／9月13日没

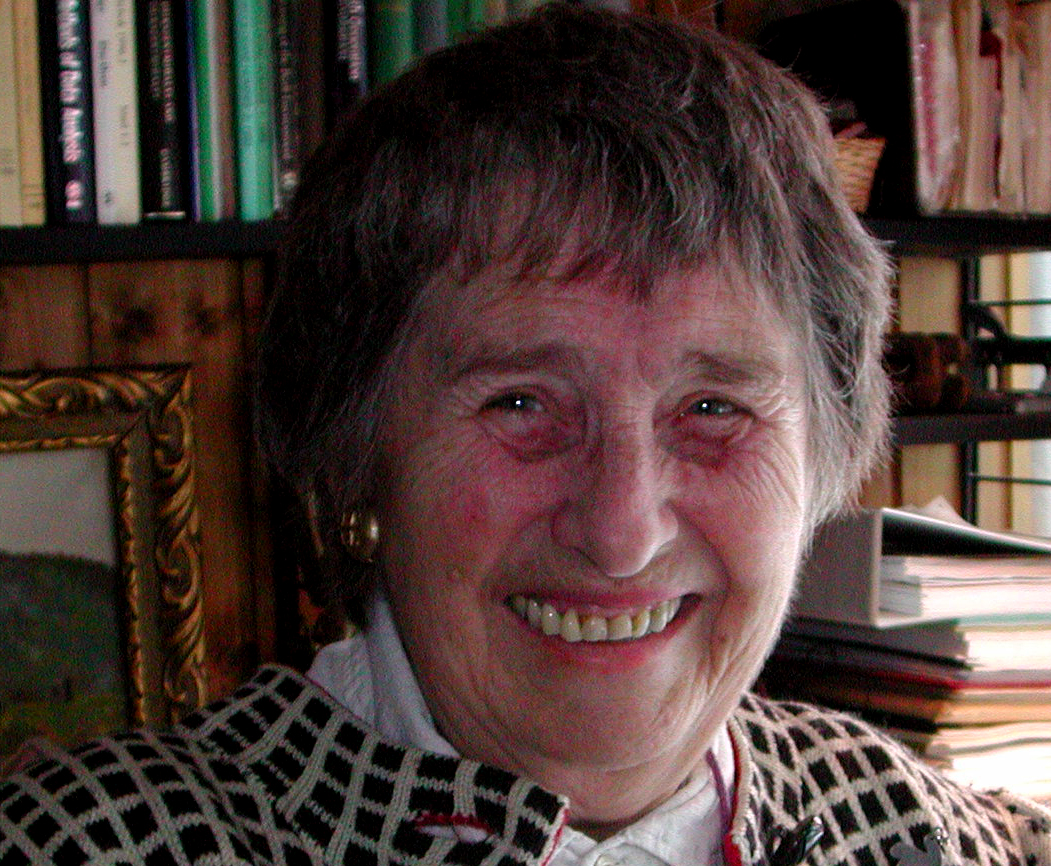
ベリット・オース／9月14日没

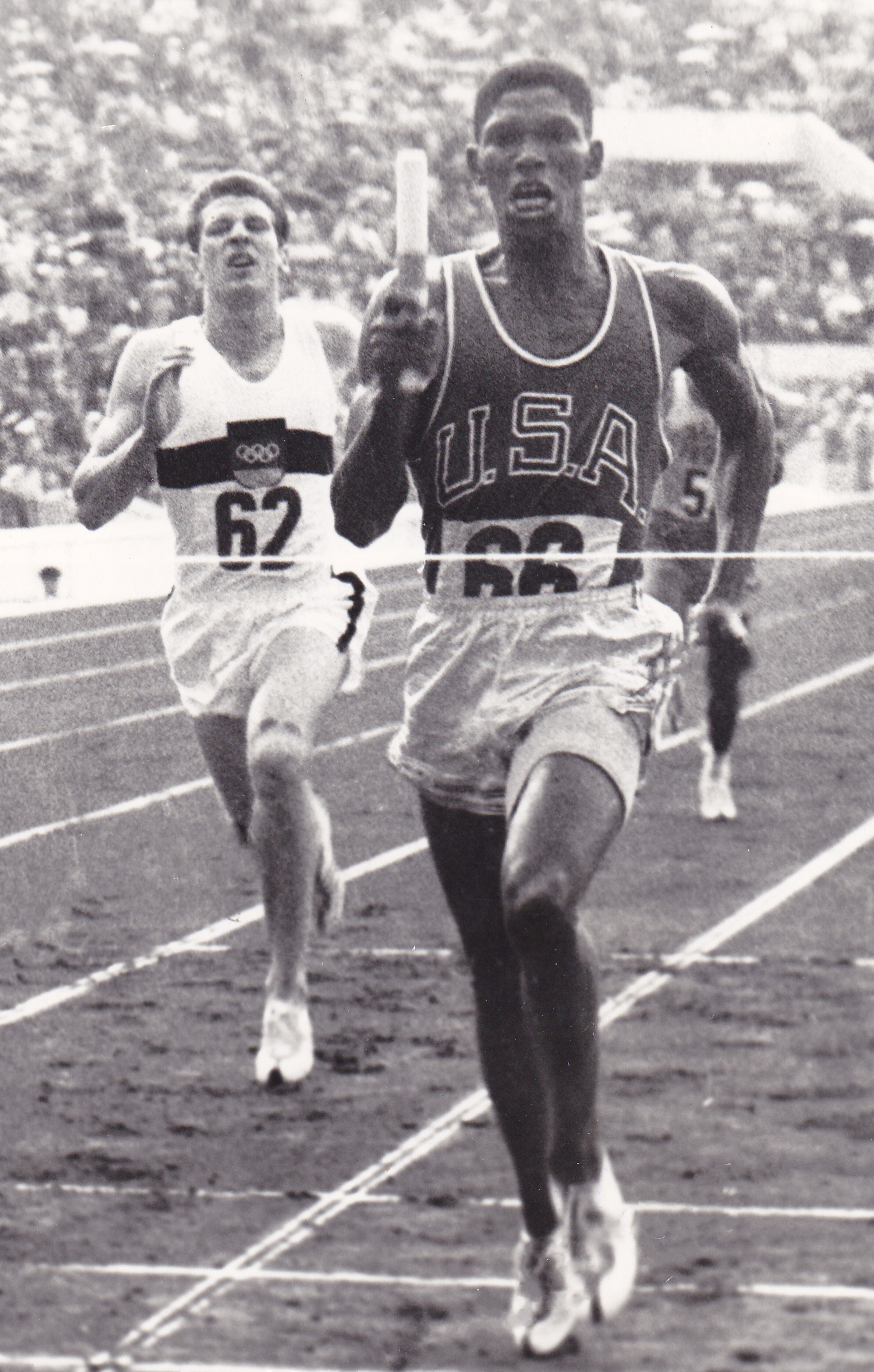
オーティス・デイヴィス（手前）／9月14日没

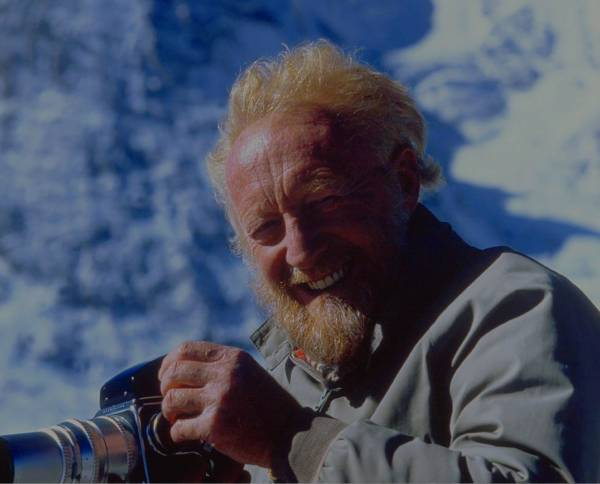
ジャック・アイヴス／9月15日没

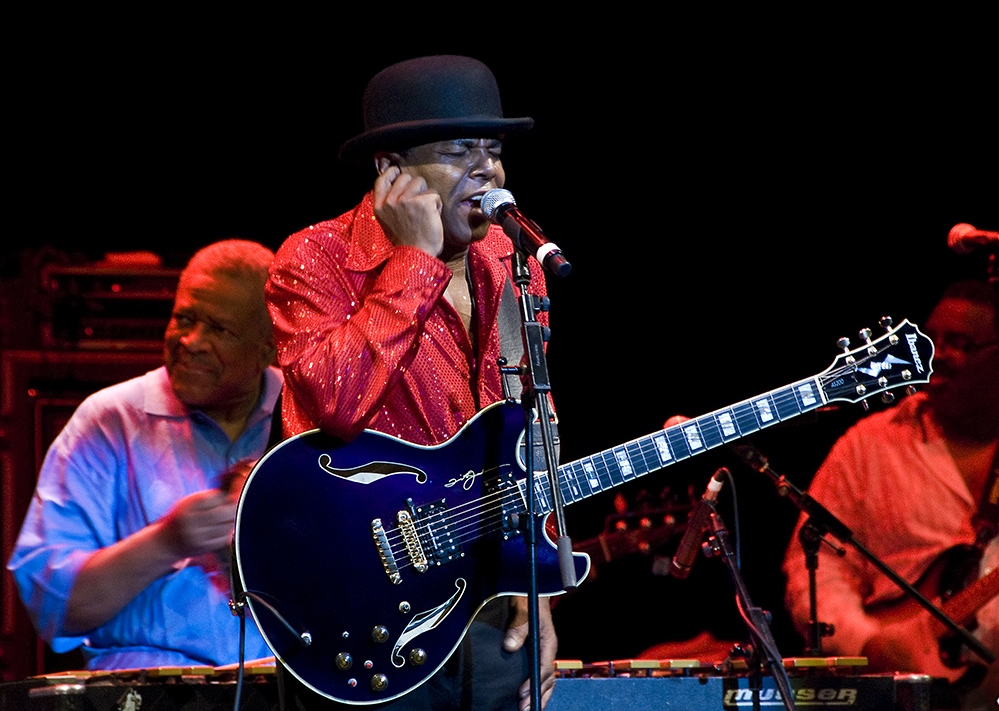
ティト・ジャクソン／9月15日没

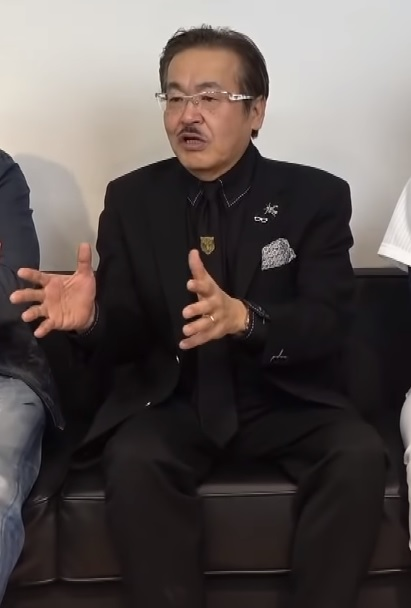
岩井良明／9月15日没

- 9月1日 - ブディミル・ロンチャル（英語版、クロアチア語版）、ユーゴスラビア、クロアチアの外交官、政治家、元ユーゴスラビア社会主義連邦共和国外相、元非同盟運動担当国際連合事務総長特別代表（* 1924年）[1]
- 9月1日 - フランツ・ザウアーツォプフ（英語版、ドイツ語版）、オーストリアの裁判官、政治家、元ブルゲンラント州副知事、元ブルゲンラント州議会議員（* 1932年）[2]
- 9月1日 - 角田啓輔、日本の元卓球選手、指導者、元同国代表（* 1933年）[3]
- 9月1日 - 立松昭二、日本の俳優（* 1935年）[4]
- 9月1日 - ボブ・ブレイロック（英語版）、アメリカ合衆国の元プロ野球選手（* 1935年）[5]
- 9月1日 - アベル・アロンソ（英語版、スペイン語版）、スペイン出身のチリの実業家、元ウニオン・エスパニョーラ会長、元チリプロサッカー協会（英語版）会長（* 1935年）[6]
- 9月1日 - デニス・ブラウン（英語版）、ニュージーランドのカトリック教会の聖職者、元クック諸島およびニウエ・オークランド・ハミルトン教区司教（* 1937年）[7]
- 9月1日（訃報発表日） - ジョン・シュルツ（英語版）、オーストラリアの元オーストラリアンフットボール選手（* 1938年）[8]
- 9月1日 - 小林深緑郎、日本のスポーツジャーナリスト、編集者、コラムニスト（* 1941年）[9]
- 9月1日 - 塚原千恵子、日本の元体操選手、指導者（* 1947年）[10]
- 9月1日 - アンジェルス・マルティネス・カステルス（英語版、スペイン語版、カタルーニャ語版）、スペインの経済学者、政治家、カタルーニャ独立運動家、元カタルーニャ自治州議会議員、元バルセロナ大学教授（* 1948年）[11]
- 9月1日 - アイリーン・ライダー（英語版、中国語版）、香港の歌手（* 1949年）[12]
- 9月1日 - 徐少強（英語版、中国語版）、香港の俳優（* 1950年）[13]
- 9月1日 - 金旺植（朝鮮語版）、大韓民国の社会学者、梨花女子大学校名誉教授、元大韓民国歴史博物館（朝鮮語版）館長、元経済正義実践市民連合政治改革委員長、元民主平和統一諮問会議常任委員（* 1953年）[14]
- 9月1日（訃報発表日） - アフ・トゥーバ（英語版、トルコ語版）、トルコの女優（* 1955年）[15]
- 9月1日 - テレサ・ブライト、アメリカ合衆国のレコーディング・アーティスト（* 1960年?）[16]
- 9月1日 - セルヒオ・リベーロ（英語版）、ボリビアの元サッカー選手、元同国代表（* 1963年）[17]
- 9月1日 - 佐々涼子、日本のノンフィクション作家（* 1968年）[18]
- 9月2日 - ジェイムズ・ダレン、アメリカ合衆国の俳優、歌手、テレビディレクター（* 1936年）[19]
- 9月2日 - アレクサンドル・メドヴェチ（英語版、ロシア語版、ベラルーシ語版）、ソビエト連邦、ベラルーシの元フリースタイルレスラー、1964年・1968年・1972年オリンピック金メダリスト（* 1937年）[20]
- 9月2日（訃報発表日） - クパ・ミハーイ（英語版、ハンガリー語版）、ハンガリーの政治家、元財務相（英語版）、元国会議員（* 1941年）[21]
- 9月2日 - 高木剛、日本の労働運動家、元UIゼンセン同盟会長、第5代日本労働組合総連合会会長（* 1943年）[22]
- 9月2日 - ロドルフォ・エルナンデス・スアレス（英語版、スペイン語版）、コロンビアの土木技師、政治家、元元老院（英語版）議員、元ブカラマンガ市長（* 1945年）[23]
- 9月2日 - サンテ・マルジーリ（英語版、イタリア語版）、イタリアの元水球選手、1976年オリンピック銀メダリスト（* 1950年）[24]
- 9月3日 - 岡田太郎、日本の実業家、テレビプロデューサー、元共同テレビジョン社長、元フジテレビジョン取締役（* 1930年）[25]
- 9月3日 - フローラ・フレーザー（英語版）、イギリスの貴族、政治家、元貴族院議員（* 1930年）[26]
- 9月3日 - ウェイン・グラハム（英語版）、アメリカ合衆国の元プロ野球選手、学生野球指導者（* 1936年）[27]
- 9月3日 - 河泰瑨（朝鮮語版）、大韓民国の美術家、元弘益大学校教授（* 1938年）[28]
- 9月3日 - グイード・カルロ・ガッティ（英語版、イタリア語版）、イタリアの元バスケットボール選手（* 1938年）[29]
- 9月3日 - ヨースト・ヴァール（オランダ語版）、オランダの都市計画家、発明家（* 1939年）[30]
- 9月3日 - マイク・トロード（英語版）、ガーンジーの政治家、元首相（英語版）・内務相、元ガーンジー議会議員（* 1940年?）[31]
- 9月3日 - 山口昇士、日本の政治家、元神奈川県箱根町長（* 1944年）[32]
- 9月3日 - ピーコ、日本のタレント、ファッション評論家、衣装デザイナー、シャンソン歌手（* 1945年）[33]
- 9月3日 - ウラジーミル・ブレ（英語版、ロシア語版）、ソビエト連邦、アメリカ合衆国の元競泳選手、フィットネス・フィジカルトレーナー、1972年オリンピック銀・銅メダリスト、1968年オリンピック銅メダリスト（* 1950年）[34]
- 9月3日 - 李周衡（朝鮮語版）、大韓民国の公務員、銀行家、元水協銀行（朝鮮語版）長（* 1952年）[35]
- 9月3日（訃報発表日） - クライヴ・フリーマン（英語版）、イギリスの元プロサッカー選手、指導者（* 1962年）[36]
- 9月3日（遺体発見日） - 徳島尚、日本のプロボクサー、ボクシング指導者、徳島スポーツボクシングジム経営者（* 1968年）[37]
- 9月4日 - ルイス・アヤラ、チリの元テニス選手（* 1932年）[38]
- 9月4日 - オスワルド・ダンドレア（英語版、フランス語版）、フランスの作曲家、指揮者、ピアニスト（* 1934年）[39]
- 9月4日 - 大島幸夫、日本のジャーナリスト、元毎日新聞編集委員、元サンデー毎日記者（* 1937年）[40]
- 9月4日 - 楊仁福（中国語版）、中華民国（台湾）の政治家、元立法委員、元台湾省議会議員（* 1942年）[41]
- 9月4日（訃報発表日） - エルメス・ラミレス（英語版、スペイン語版）、キューバの元短距離走選手、1968年オリンピック銀メダリスト（* 1948年）[42]
- 9月4日 - ボラ・ジョルジェヴィッチ（英語版、セルビア語版）、ユーゴスラビア、セルビアのシンガーソングライター、「リブリャ・チョルバ（英語版）」のメンバー（* 1952年）[43]
- 9月4日 - 斎藤英喜、日本の歴史学者、宗教学者、日本神話・陰陽道研究者、佛教大学教授（* 1955年）[44]
- 9月4日（訃報発表日） - ベルニー・ミロール（英語版）、フランス出身のカナダの漫画家（* 1961年）[45]
- 9月4日 - 御童カズヒコ、日本の漫画家（* 1961年）[46]
- 9月5日 - マヌエル・アンティン（英語版、スペイン語版）、アルゼンチンの映画監督、小説家、詩人、劇作家、脚本家、元国立映画撮影研究所（英語版）所長、元映画大学（英語版）学長（* 1926年）[47]
- 9月5日 - ラーダー・チャラン・グプタ（英語版、ヒンディー語版）、インドの数学史家（* 1935年）[48]
- 9月5日 - アルナ・ヴァスデヴ（英語版、ヒンディー語版）、インドの映画学者、映画評論家、フェスティバルキュレーター、画家、編集者、作家、アジア映画促進会議（英語版）創設者会長（* 1936年）[49]
- 9月5日 - ハービー・フラワーズ（英語版）、イギリスのベーシスト、元「T・レックス」のメンバー（* 1938年）[50]
- 9月5日 - セルジオ・メンデス、ブラジルのボサノヴァ・ミュージシャン（* 1941年）[51][52]
- 9月5日 - リヌス・ファン・スヘンデレン（オランダ語版）、オランダの政治学者、元エラスムス・ロッテルダム大学教授（* 1944年）[53]
- 9月5日 - 横手敏夫、日本の実業家、元ギラヴァンツ北九州社長（* 1945年）[54]
- 9月5日（訃報発表日） - オレクサンドル・レザノフ（英語版、ウクライナ語版）、ソビエト連邦、ウクライナの元ハンドボール選手、1976年オリンピック金メダリスト（* 1948年）[55]
- 9月5日 - 桂二牛（中国語版）、中華人民共和国のサッカーサポーター（* 1948年）[56]
- 9月5日 - デイヴィー・コーチ（英語版）、ケニアの免疫学者、分子生物学者、医学者（* 1951年）[57]
- 9月5日 - 曺一根（朝鮮語版）、大韓民国のジャーナリスト、元光州タイムス編集局長（* 1951年）[58]
- 9月5日 - ジャック・ブロイアー（英語版、ドイツ語版）、ドイツ出身のオーストリアの俳優、声優（* 1956年）[59]
- 9月5日 - ローラン・ティラール、フランスの映画監督、脚本家（* 1967年）[60]
- 9月5日 - 二神光、日本の俳優（* 1990年）[61]
- 9月5日 - リッチ・ホーミー・クアン（英語版）（デクアンテス・デヴォンテイ・ラマー）、アメリカ合衆国のラッパー（* 1990年）[62]
- 9月5日 - レベッカ・チェプテゲイ（英語版）、ウガンダの長距離走・マラソン選手（* 1991年）[63]
- 9月6日 - ポール・ゴールドスミス（英語版）、アメリカ合衆国の元レーシングドライバー（* 1925年）[64]
- 9月6日 - アルマンド・デ・フルビア（英語版、スペイン語版、カタルーニャ語版）、スペインの紋章学者、系譜学者、LGBT運動家（* 1931年）[65]
- 9月6日 - ロレンツォ・チェレゾーリ（ドイツ語版）、イタリアのカトリック教会の聖職者、元アワッサ代理区使徒座代理（* 1931年）[66]
- 9月6日（訃報発表日） - ソニア・ヨヴァン（英語版、ルーマニア語版）、ルーマニアの元体操選手、1956年・1960年オリンピック銅メダリスト（* 1935年）[67]
- 9月6日 - ロン・イェイツ、イギリスの元プロサッカー選手、指導者、元スコットランド代表（* 1937年）[68]
- 9月6日 - ベント・ウォルマル（英語版、デンマーク語版）、デンマークの元プロサッカー選手、元同国代表（* 1937年）[69][70]
- 9月6日 - アラン・リーズ、イギリスの元レーシングドライバー（* 1938年）[71]
- 9月6日 - エドソン・デ・カストロ、アメリカ合衆国の計算機工学者、実業家、データゼネラル共同創業者（* 1938年）[72]
- 9月6日 - ピム・デ・ラ・パラ（英語版、オランダ語版）、スリナム出身のオランダの映画監督（* 1940年）[73]
- 9月6日 - ウィル・ジェニングス（英語版）、アメリカ合衆国の作詞家（* 1944年）[74]
- 9月6日 - レベッカ・ホルン、ドイツのビジュアルアーティスト、パフォーマンスアーティスト、彫刻家、映画製作者（* 1944年）[75]
- 9月6日（訃報発表日） - レナート・モリナーリ（英語版、イタリア語版）、イタリアの元パワーボート・レーサー（* 1946年）[76]
- 9月6日 - 黒沢博、日本の歌手、ギタリスト、元「寺内タケシとバニーズ」「ヒロシ&キーボー」のメンバー（* 1948年）[77]
- 9月7日 - ダン・モルゲンシュテルン、ドイツ出身のアメリカ合衆国の音楽ジャーナリスト、ジャズ研究者、音楽史家、編集者、作家、エッセイスト、元ラトガース大学ニューアーク校ジャズ研究所所長（* 1929年）[78]
- 9月7日 - 大平晃、日本の実業家、元三菱ガス化学社長（* 1933年）[79]
- 9月7日 - 李定洛（朝鮮語版）、大韓民国の裁判官、弁護士、元仁川地方法院（朝鮮語版）・ソウル刑事地方法院（朝鮮語版）院長（* 1939年）[80]
- 9月7日 - 菊地万蔵、日本のプロボクサー、ボクシング指導者、元キクチジム会長（* 1941年）[81]
- 9月7日（訃報発表日） - チェーザレ・ポーリ（英語版、イタリア語版）、イタリアの元プロサッカー選手（* 1945年）[82]
- 9月8日 - 松前達郎、日本の教育者、政治家、元参議院議員【日本社会党・民主党などに所属】、元東海大学教授・副総長・理事長・総長、元日本学生野球協会・全日本アマチュア野球連盟会長（* 1927年）[83]
- 9月8日 - 菊池銑一郎、日本の銀行家、元宮崎太陽銀行頭取・会長（* 1933年?）[84]
- 9月8日 - 鉄流（黄沢栄）、中華人民共和国のジャーナリスト、作家（* 1933年）[85]
- 9月8日 - ピーター・レナデイ（英語版）、アメリカ合衆国の声優（* 1935年）[86]
- 9月8日 - ヘンニー・モアン（英語版、ノルウェー語版）、ノルウェーの女優（* 1936年）[87]
- 9月8日 - 渡辺武信、日本の建築家、映画評論家、詩人（* 1938年）[88]
- 9月8日 - アレクサンドル・マスリャコフ（英語版、ロシア語版）、ソビエト連邦、ロシアのテレビ司会者（* 1941年）[89]
- 9月8日 - 川添象郎、日本の音楽プロデューサー（* 1941年）[90]
- 9月8日 - ズート・マネー（英語版）、イギリスのR&Bミュージシャン（* 1942年）[91]
- 9月8日 - エド・クレインプール、アメリカ合衆国の元プロ野球選手【ニューヨーク・メッツ所属】（* 1944年）[92]
- 9月8日 - 呉健保（中国語版）、中華民国（台湾）の政治家、元台南市議会議員、元台南県議会議員・副議長・議長（* 1950年）[93]
- 9月8日 - 篠原恵美、日本の声優（* 1963年）[94]
- 9月8日 - ヴィカース・セティー（英語版、ヒンディー語版）、インドの俳優（* 1976年）[95]
- 9月8日 - イルカン・カラマン（英語版、トルコ語版）、トルコのプロバスケットボール選手、元同国代表（* 1990年）[96]
- 9月8日 - 芳賀涼大、日本のオートバイロードレーサー（* 2003年）[97]
- 9月9日 - 縫田曄子、日本のジャーナリスト、地方公務員、元日本放送協会解説委員、元東京都民生局局長、元国立婦人教育会館館長、元国連女性の地位委員会日本代表、元市川房枝記念会理事長（* 1922年）[98]
- 9月9日 - ジェームズ・アール・ジョーンズ、アメリカ合衆国の俳優、声優（* 1931年）[99]
- 9月9日 - カテリーナ・ヴァレンテ（英語版、イタリア語版、フランス語版）、イタリア、フランスの歌手（* 1931年）[100]
- 9月9日 - ミニー・メンドーサ（英語版）、キューバ出身のアメリカ合衆国の元プロ野球選手（* 1934年）[101]
- 9月9日 - キャロル・ドーソン（英語版）、アメリカ合衆国のプロバスケットボール指導者（* 1938年）[102]
- 9月9日 - 李海生（英語版、中国語版）、香港の俳優（* 1941年）[103]
- 9月9日 - 石川祝男、日本の実業家、元バンダイナムコホールディングス社長（* 1955年）[104]
- 9月9日 - 小林邦昭、日本のプロレスラー【新日本プロレス、ジャパンプロレス所属】（* 1956年）[105]
- 9月9日（訃報発表日） - アレクサンドル・エフスチフェエフ（英語版、ロシア語版）、ソビエト連邦、ロシアの法学者、政治家、元ロシア連邦院議員、元マリ・エル共和国政府議長、元沿ヴォルガ連邦管区のロシア連邦大統領副全権代表（* 1958年）[106]
- 9月9日 - ミッチェル・ウィギンズ（英語版）、アメリカ合衆国の元プロバスケットボール選手、元同国代表（* 1959年）[107]
- 9月9日 - ジョン・キャサデイ（英語版）、アメリカ合衆国の漫画家（* 1971年）[108]
- 9月10日 - 丸㔟進、日本の電子工学者、名古屋大学・名城大学名誉教授、元名城大学学長（* 1926年）[109]
- 9月10日 - 永井讓、日本の実業家、元新東工業社長（* 1930年?）[110]
- 9月10日（訃報発表日） - ジェフリー・ティトフォード（英語版）、イギリスの政治家、元欧州議会議員、元イギリス独立党党首（* 1933年）[111]
- 9月10日 - クリオ・マリア・ビットーニ（英語版、イタリア語版）、イタリアの弁護士、元ファーストレディ【ジョルジョ・ナポリターノ第11代大統領夫人】（* 1934年）[112]
- 9月10日 - ジム・サッサー（英語版）、アメリカ合衆国の外交官、政治家、元上院議員、元駐中華人民共和国大使（* 1936年）[113]
- 9月10日 - 敏いとう（伊藤敏） 、日本の歌手、獣医師、「敏いとうとハッピー&ブルー」のリーダー（* 1940年）[114]
- 9月10日 - ロベルト・チャレ（英語版、スペイン語版）、ペルーの元プロサッカー選手、元同国代表（* 1946年）[115]
- 9月10日 - フランキー・ビヴァリー、アメリカ合衆国のシンガーソングライター、R&Bミュージシャン、音楽プロデューサー、「メイズ」のメンバー（* 1946年）[116]
- 9月10日 - 孔憲京（中国語版）、中華人民共和国の構造工学者、大連理工大学教授・元副学長、元中国共産党大連理工大学委員会副書記・常務副書記（* 1952年）[117]
- 9月10日 - ダグ・フッド（英語版）、ニュージーランドのレコーディング・エンジニア、音楽プロデューサー（* 1953年または1954年）[118]
- 9月10日 - ユズキカズ、日本の漫画家（* 1954年）[119]
- 9月10日 - 井上聖、日本の実業家、日本経済新聞社専務執行役員（* 1962年?）[120]
- 9月10日（訃報発表日） - メーサーロシュ・ラースロー（英語版、オランダ語版）、ハンガリー出身のオランダの元プロサッカー選手（* 1977年）[121]
- 9月10日 - ミケーラ・デプリンス、シエラレオネ出身のアメリカ合衆国のバレリーナ（* 1995年）[122]
- 9月11日 - ケネス・コープ（英語版）、イギリスの俳優（* 1931年）[123]
- 9月11日 - ジョー・シュミット、アメリカ合衆国の元プロアメリカンフットボール選手、指導者（* 1932年）[124]
- 9月11日 - 鄭在文（朝鮮語版）、大韓民国の実業家、政治家、元国会議員（* 1936年）[125]
- 9月11日 - アルベルト・フジモリ、ペルーの政治家、第54代大統領（* 1938年）[126]
- 9月11日 - カルロス・ビエリツキ（英語版、スペイン語版）、アルゼンチンのチェスプレーヤー（* 1940年）[127]
- 9月11日 - ニコライ・スヴァニーゼ（英語版、ロシア語版）、ロシアのテレビ司会者（* 1955年）[128]
- 9月11日 - スティーヴ・グレッグ（英語版）、アメリカ合衆国の元競泳選手、1976年オリンピック銀メダリスト（* 1955年）[129]
- 9月11日 - ディディエ・ルスタン（英語版、フランス語版）、フランスのスポーツジャーナリスト、コラムニスト（* 1957年）[130]
- 9月11日 - ペテル・クラスホルスト、オランダのビジュアルアーティスト（* 1957年）[131]
- 9月11日 - チャド・マックイーン、アメリカ合衆国の俳優、元レーシングドライバー（* 1960年）[132]
- 9月11日 - エーハーブ・ガラール（英語版、アラビア語版）、エジプトの元サッカー選手、指導者【元同国代表監督】（* 1967年）[133]
- 9月11日 - イリア・ゴーレム（英語版）、ベラルーシ出身のチェコのボディビルダー（* 1988年?）[134]
- 9月11日 - マリック・トゥーレ（英語版、フランス語版）、マリの元プロサッカー選手、元同国U-20代表（英語版）（* 1995年）[135]
- 9月12日 - 田中信昭、日本の合唱指揮者、東京混声合唱団共同創設者、元東京芸術大学講師（* 1928年）[136]
- 9月12日 - ジョゼフ・ゴール（英語版）、アメリカ合衆国の細胞生物学者、カーネギー研究所教授、元ミネソタ大学・イェール大学教授（* 1928年）[137]
- 9月12日 - 高橋正剛、日本の実業家、高橋酒造会長（* 1930年?）[138]
- 9月12日 - 鹿嶌武臣、日本の歌手、「ボニージャックス」のメンバー（* 1934年）[139]
- 9月12日（訃報発表日） - オージー・マルコム（英語版）、オーストラリア出身のニュージーランドの実業家、政治家、元移民相・保健相、元代議院議員（* 1940年）[140]
- 9月12日（訃報発表日） - ホルスト・ヴァイガング（英語版、ドイツ語版）、東ドイツ、ドイツの元サッカー選手、元東ドイツ代表、1964年オリンピック銅メダリスト（* 1940年）[141]
- 9月12日 - 安田常雄、日本の社会思想史学者、国立歴史民俗博物館名誉教授・元副館長、元思想の科学研究会会長（* 1946年）[142]
- 9月12日 - ジョン・ハグレルガム、ミクロネシア連邦の政治家、元大統領、元連邦議会議員（* 1949年）[143]
- 9月12日 - シターラーム・イェーチューリ（英語版、テルグ語版）、インドの政治家、元ラージヤ・サバー議員、インド共産党マルクス主義派書記長・政治局員（* 1952年）[144]
- 9月12日 - 大沢友博、日本のレスリング指導者、元霞ヶ浦高等学校・日本体育大学柏高等学校レスリング部監督（* 1955年?）[145]
- 9月12日 - ガブリエル・ゴンサレス（英語版）、アメリカ合衆国のトランペット奏者、「ノー・ダウト」の元メンバー（* 1967年?）[146]
- 9月12日（訃報発表日）  - スティーヴン・ピート（英語版）、カナダの元プロアイスホッケー選手（* 1980年）[147]
- 9月13日 - 園部逸夫、日本の裁判官、法学者、元最高裁判所判事、元筑波大学教授（* 1929年）[148]
- 9月13日 - 矢島脩三、日本の計算機工学者、論理回路設計者、京都大学名誉教授（* 1933年）[149]
- 9月13日 - フランカ・ベットーヤ（英語版、イタリア語版）、イタリアの女優（* 1936年）[150]
- 9月13日 - メアリー・マクファデン（英語版）、アメリカ合衆国のファッションデザイナー（* 1938年）[151]
- 9月13日 - トミー・キャッシュ（英語版）、アメリカ合衆国のカントリー・ミュージシャン、ギタリスト（* 1940年）[152]
- 9月13日 - エドワード・ジェームズ・スラッテリー（英語版）、アメリカ合衆国のカトリック教会の聖職者、タルサ教区名誉司教（* 1940年）[153]
- 9月13日 - ヴォルフガング・ゲルハルト、ドイツの政治家、元連邦参議院・連邦議会議員、元自由民主党党首、元ヘッセン州副首相・科学相、元ヘッセン州議会議員（* 1943年）[154]
- 9月13日 - プラヴィン・ゴーダン（英語版、アフリカーンス語版）、南アフリカ共和国の薬剤師、政治家、反アパルトヘイト活動家、元財務相・自治伝統事務相・公企業相、元国民議会議員（* 1949年）[155]
- 9月13日 - 許勇（中国語版）、中華人民共和国の軍人、政治家、中国人民解放軍中将、元チベット軍区（中国語版）司令官、元全国人民代表大会代表、元中国共産党全国代表大会代表（* 1959年）[156]
- 9月13日 - ミルダ・ヴァイニュテー（英語版、リトアニア語版）、リトアニアの法学者、政治家、元司法相、元ミーコラス・ロメリス大学教授（* 1962年）[157]
- 9月13日 - シン・ヘリ（朝鮮語版）、大韓民国のレースクイーン、ラウンドガール（* 1992年）[158]
- 9月14日 - ベリット・オース、ノルウェーのジェンダー研究者、政治家、フェミニスト、元ストーティング議員、元社会主義左翼党党首（* 1928年）[159]
- 9月14日 - オーティス・デイヴィス、アメリカ合衆国の元短距離走選手、1960年オリンピック金メダリスト（* 1932年）[160]
- 9月14日 - 白鳥あかね、日本のスクリプター、脚本家（* 1932年）[161]
- 9月14日 - 山崎一穎、日本の日本近代文学者、森鷗外記念館館長、日本近代文学館理事、元学校法人跡見学園理事長（* 1938年）[162]
- 9月14日 - ジャービル・ムバーラク・アル＝ハマド・アッ＝サバーハ（英語版、アラビア語版）、クウェートの王族、政治家、元首相・副首相・国防相（* 1942年）[163]
- 9月14日 - アリー・ファン・デル・フェール（オランダ語版）、オランダの牧師、テレビ司会者、ラジオパーソナリティ、元福音放送（英語版）会長、元オランダ放送協会副会長（* 1942年）[164]
- 9月14日 - フェルナンド・プチェ（英語版、スペイン語版）、スペインの実業家、元マラガCF会長（* 1946年?）[165]
- 9月14日 - ジジ・ムルツェスク（英語版、ルーマニア語版）、ルーマニアの元プロサッカー選手、指導者、元同国代表（* 1951年）[166]
- 9月15日 - ダン・クオック・バオ（ベトナム語版）、ベトナムの政治家、元副大学・職業中等教育相、元国会議員、元ベトナム共産党中央委員会委員・中央科学教育委員会委員長、元ホーチミン共産青年同盟中央委員会第一書記、元軍事技術大学（ベトナム語版）学長・政治委員（* 1927年）[167]
- 9月15日 - バシル・ロステン（英語版）、アメリカ合衆国のウクライナ東方カトリック教会の聖職者、元スタンフォード教区司教、元フィラデルフィア教区補佐司教（* 1930年）[168]
- 9月15日 - ジャック・アイヴス、イギリス出身のカナダの地理学者、山岳学者、作家、カールトン大学名誉教授、元コロラド大学ボルダー校教授（* 1931年）[169]
- 9月15日 - 南載熙、大韓民国のジャーナリスト、政治家、元労働部長官、元国会議員（* 1934年）[170]
- 9月15日 - 金東完（朝鮮語版）、大韓民国の気象予報士、気象キャスター（* 1935年）[171]
- 9月15日 - 趙庚穆（朝鮮語版）、大韓民国の官僚、政治家、元国会議員（* 1937年）[172]
- 9月15日 - ジェフリー・ヒンスリフ（英語版）、イギリスの俳優（* 1937年）[173]
- 9月15日 - 勝見宏之、日本の実業家、元産経新聞社取締役（* 1941年?）[174]
- 9月15日 - ヴァレンティン・サムンジ（英語版、ルーマニア語版）、ルーマニアの元ハンドボール選手、1972年オリンピック銅メダリスト（* 1942年）[175]
- 9月15日 - エリヤース・フーリー（英語版、アラビア語版）、レバノンの小説家、批評家、劇作家、脚本家（* 1948年）[176]
- 9月15日 - アレクサンドル・バリシニコフ、ソビエト連邦、ロシアの元砲丸投選手、1980年オリンピック銀メダリスト、1976年オリンピック銅メダリスト（* 1948年）[177]
- 9月15日 - ティト・ジャクソン、アメリカ合衆国のミュージシャン、「ジャクソン5」のメンバー（* 1953年）[178]
- 9月15日 - 岩井良明、日本の実業家、YouTuber、MONOLITH Japan代表取締役会長（* 1960年）[179]
- 9月15日 - 澁谷幸弘、日本のアニメーションの美術監督、石垣プロダクション・GAKIproAstudio取締役（* 1960年）[180]
- 9月15日 - 岩切英司、日本の元プロ野球選手【阪神タイガース・福岡ダイエーホークス所属】、指導者（* 1961年）[181]

## 16日 - 30日

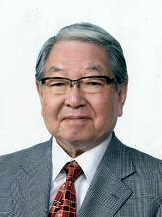
細江英公／9月16日没

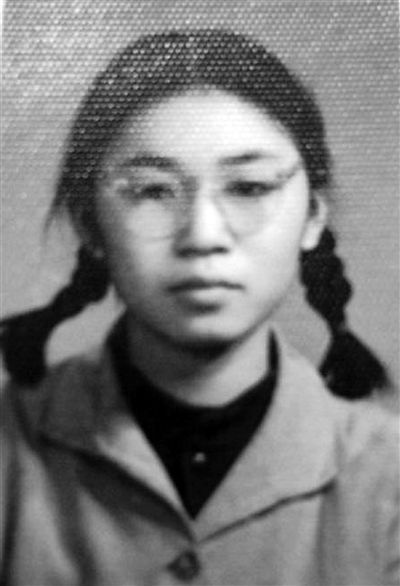
宋彬彬／9月16日没

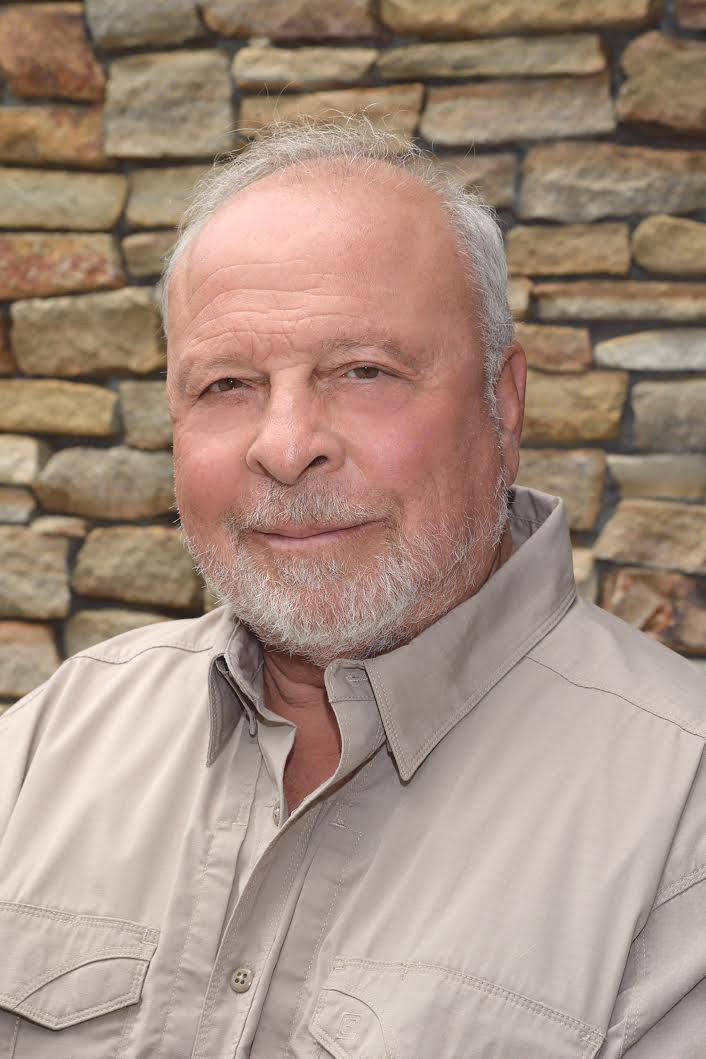
ネルソン・デミル／9月17日没

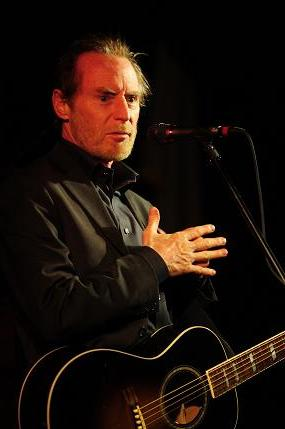
J・D・サウザー／9月17日没

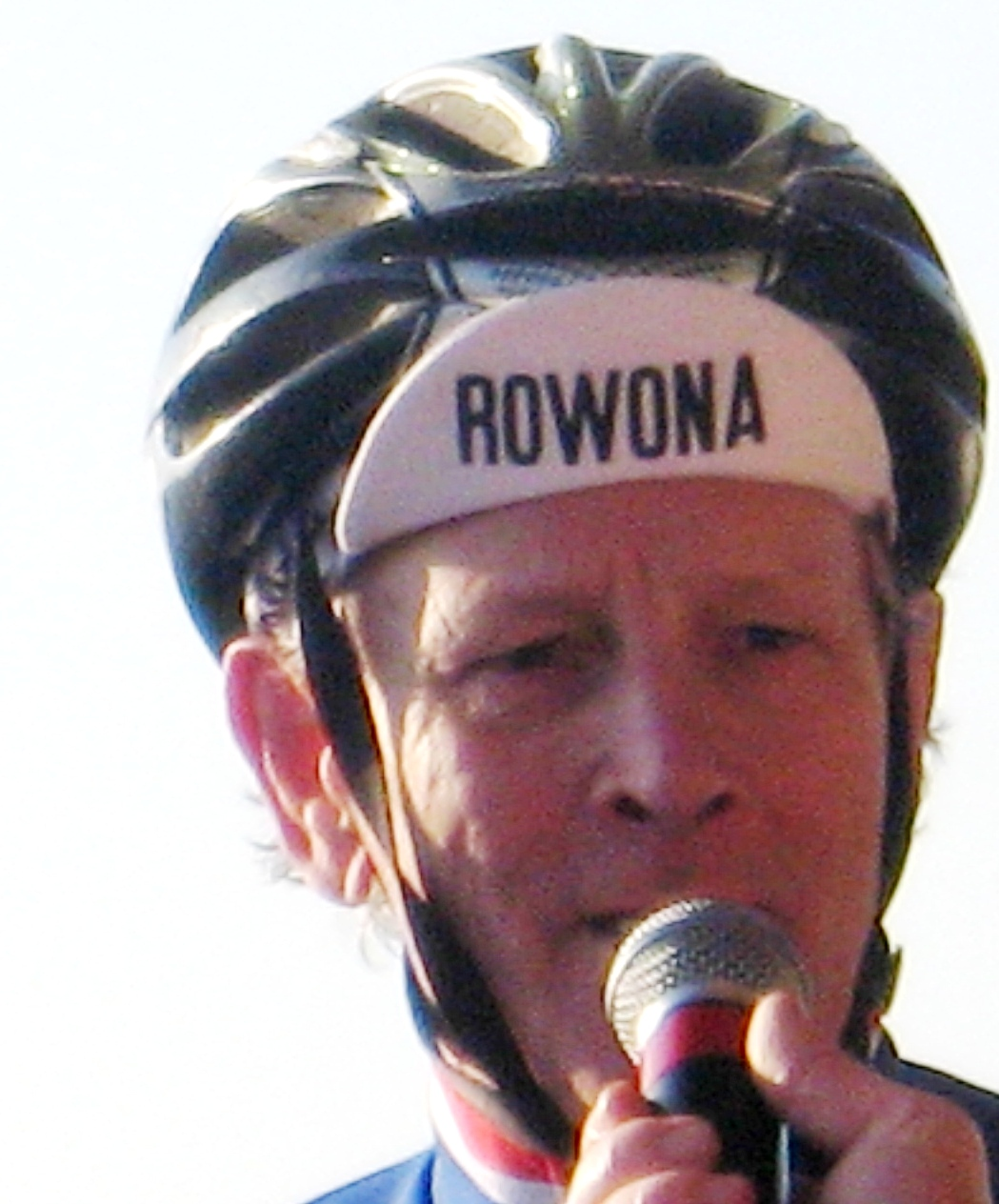
ロルフ・ヴォルフショール／9月18日没

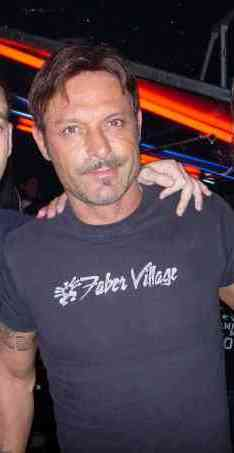
サルヴァトーレ・スキラッチ／9月18日没

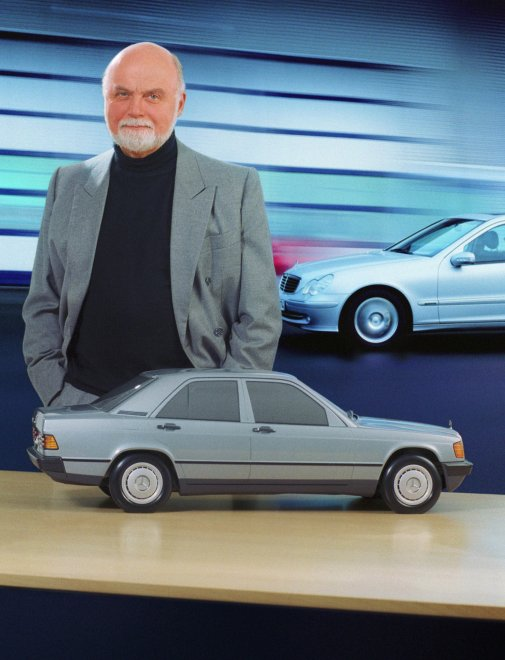
ブルーノ・サッコ／9月19日没

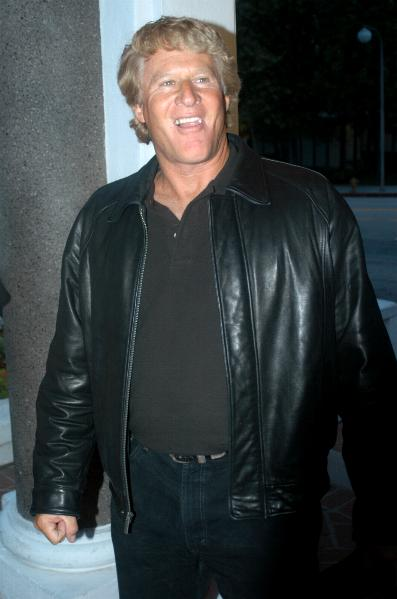
ランディ・ウェスト／9月20日没

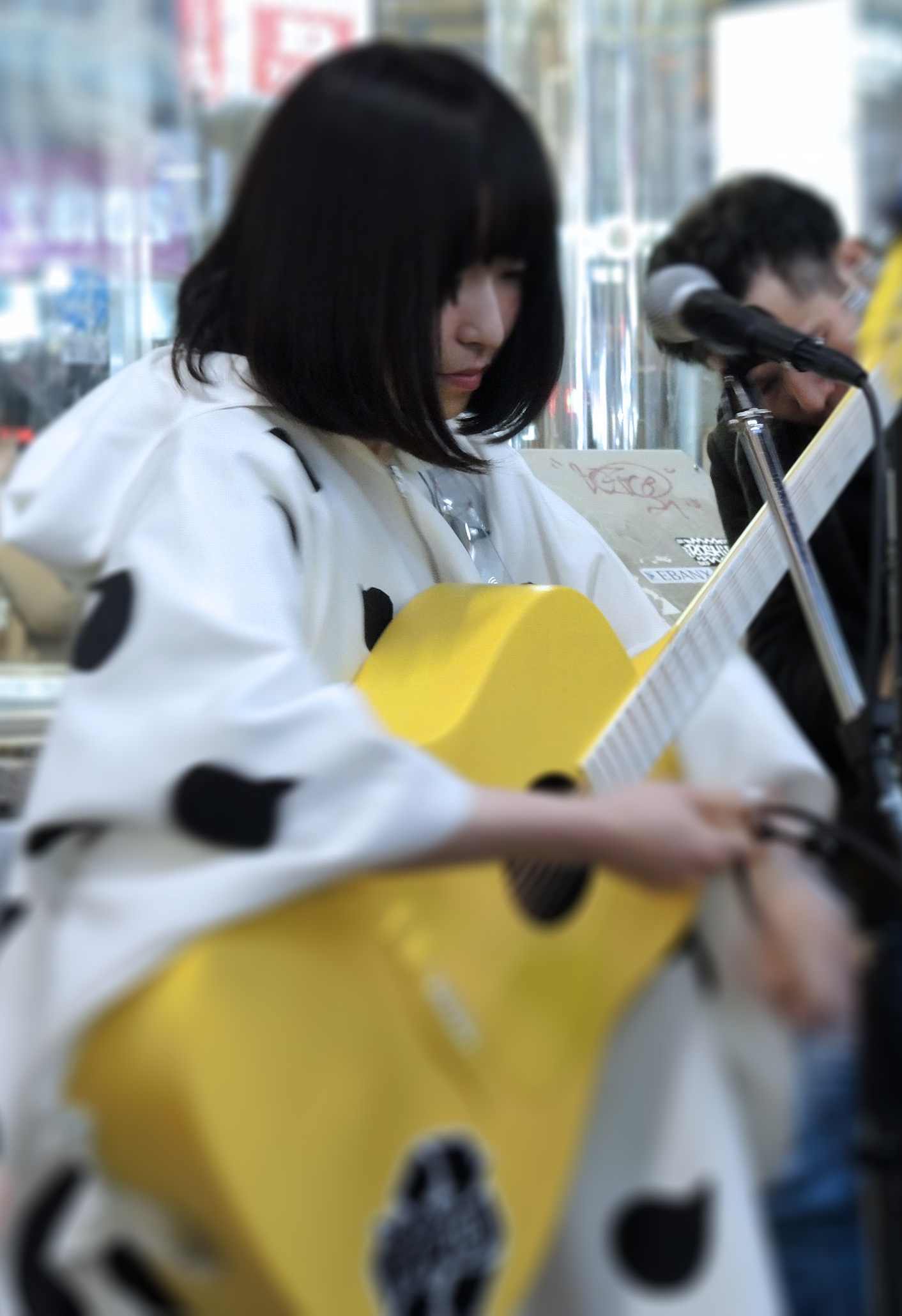
さユり／9月20日没

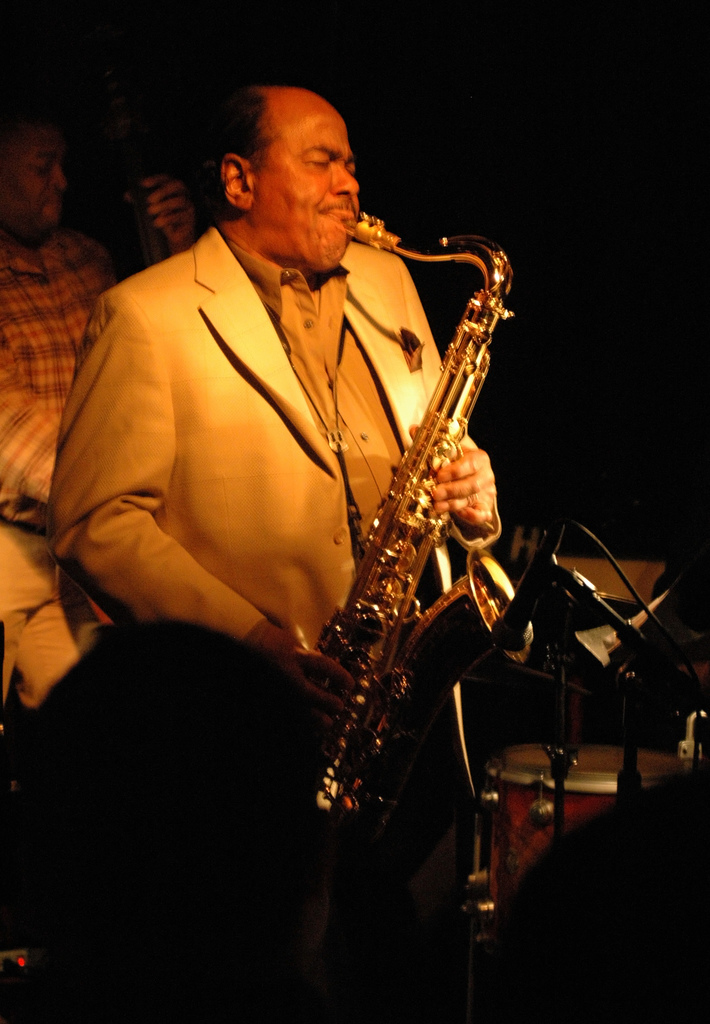
ベニー・ゴルソン／9月21日没

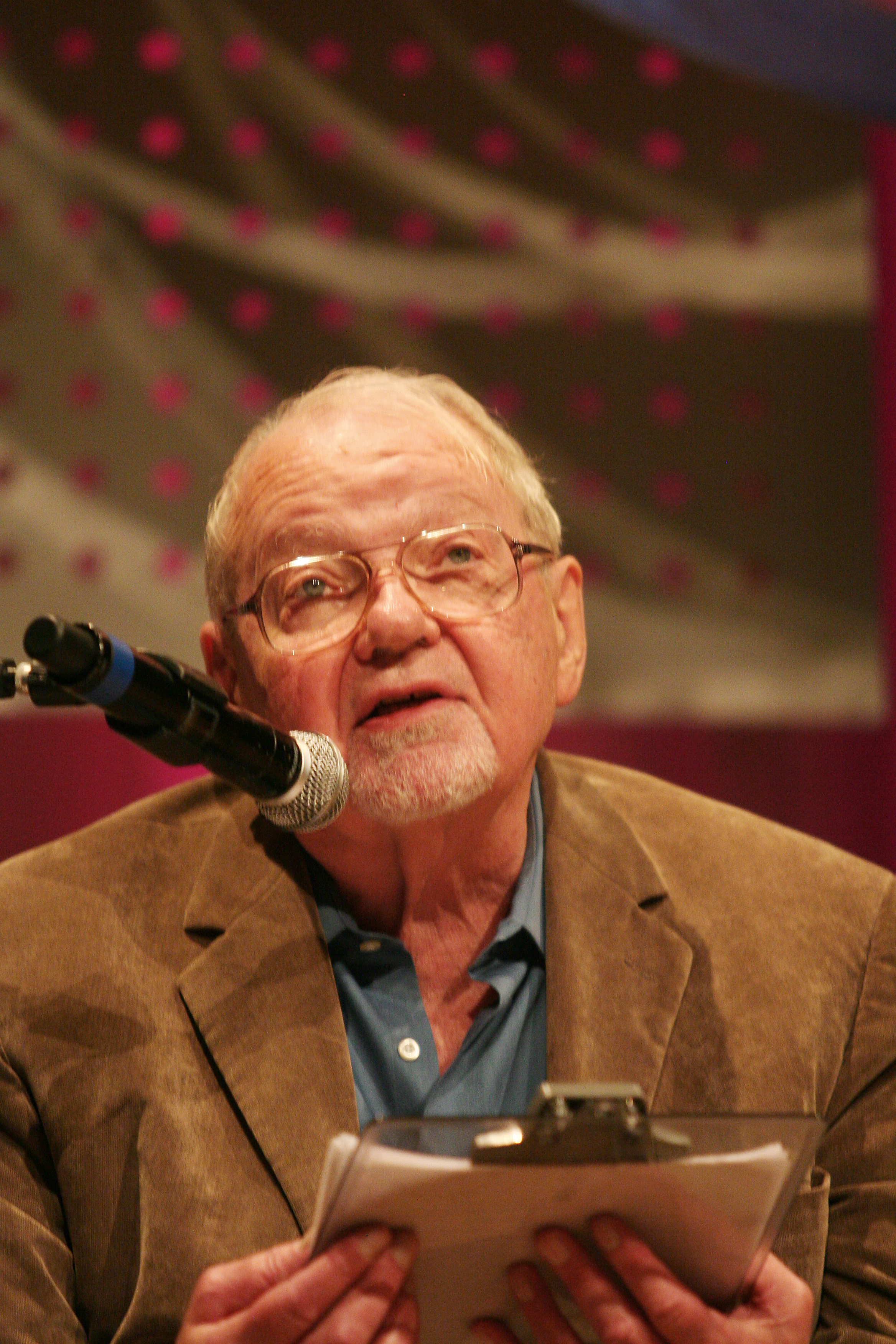
フレドリック・ジェイムソン／9月22日没

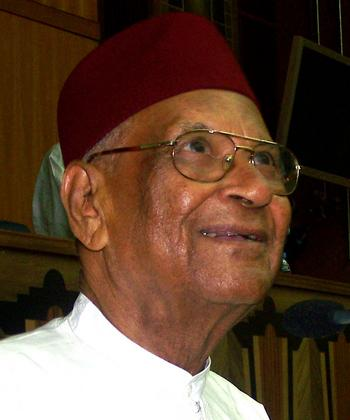
アマドゥ＝マハタール・ムボウ／9月23日没

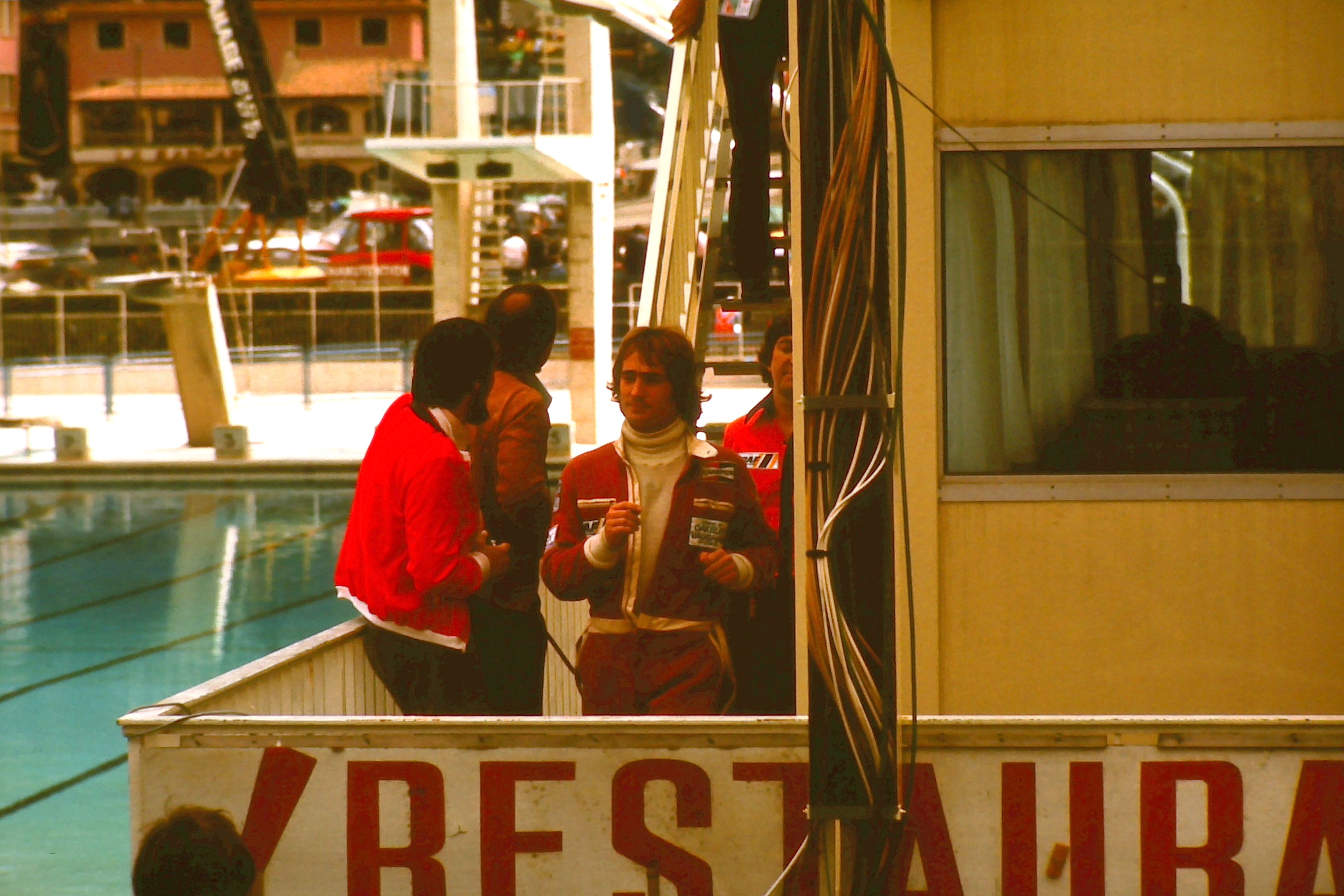
ルパート・キーガン／9月23日没

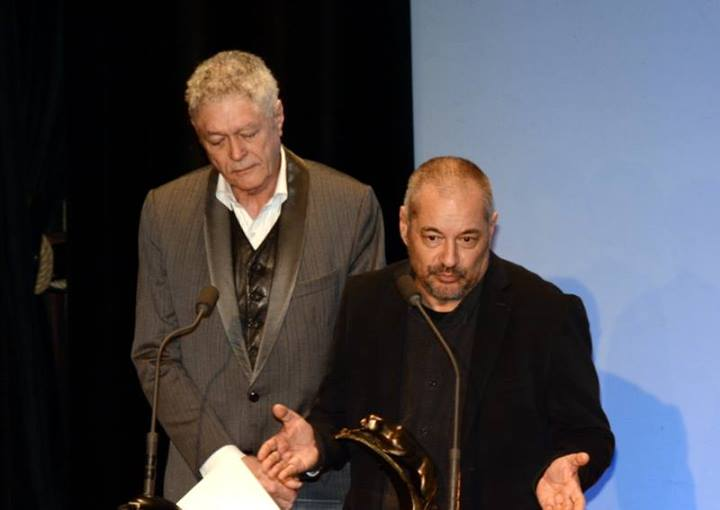
ピエール＝ウィリアム・グレン（左）／9月24日没

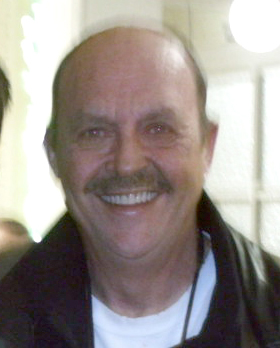
ジョン・アシュトン／9月26日没

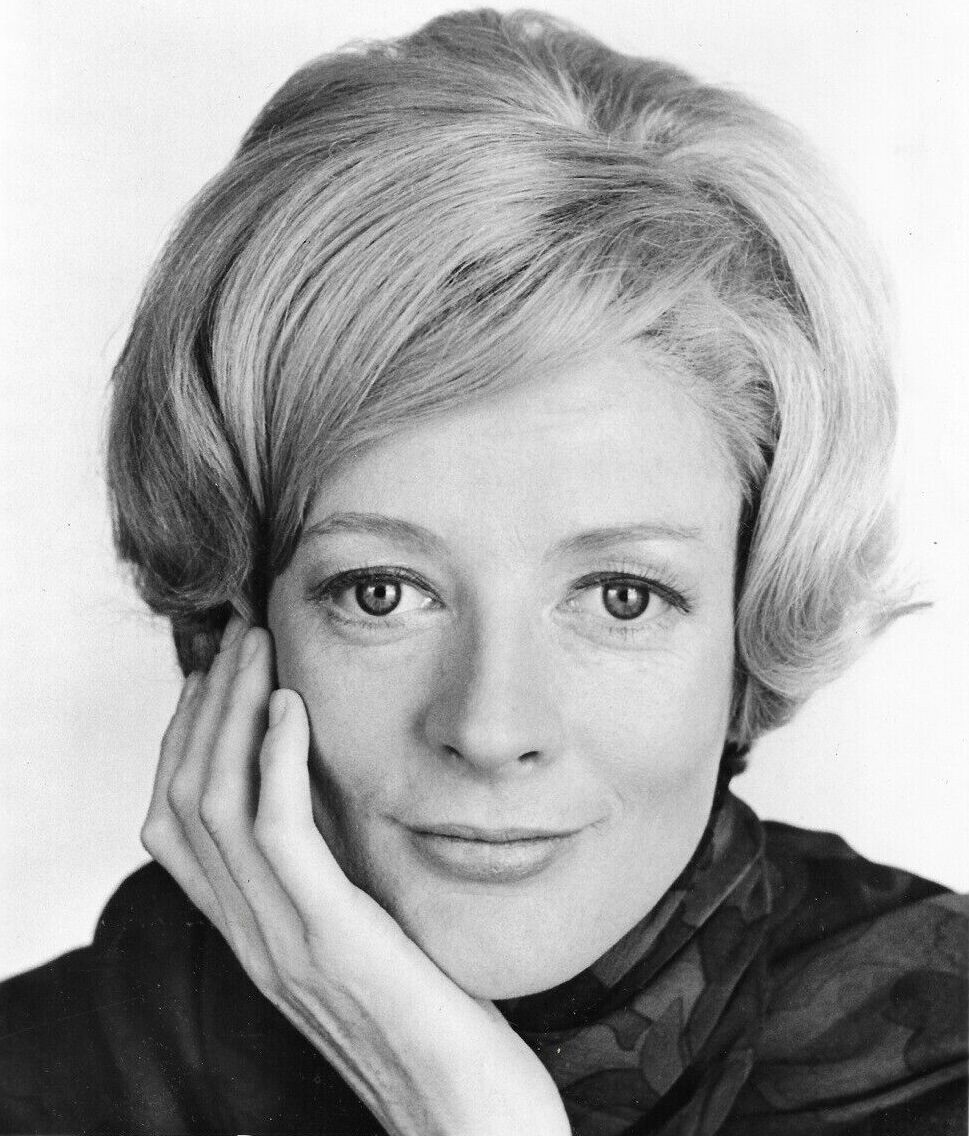
マギー・スミス／9月27日没

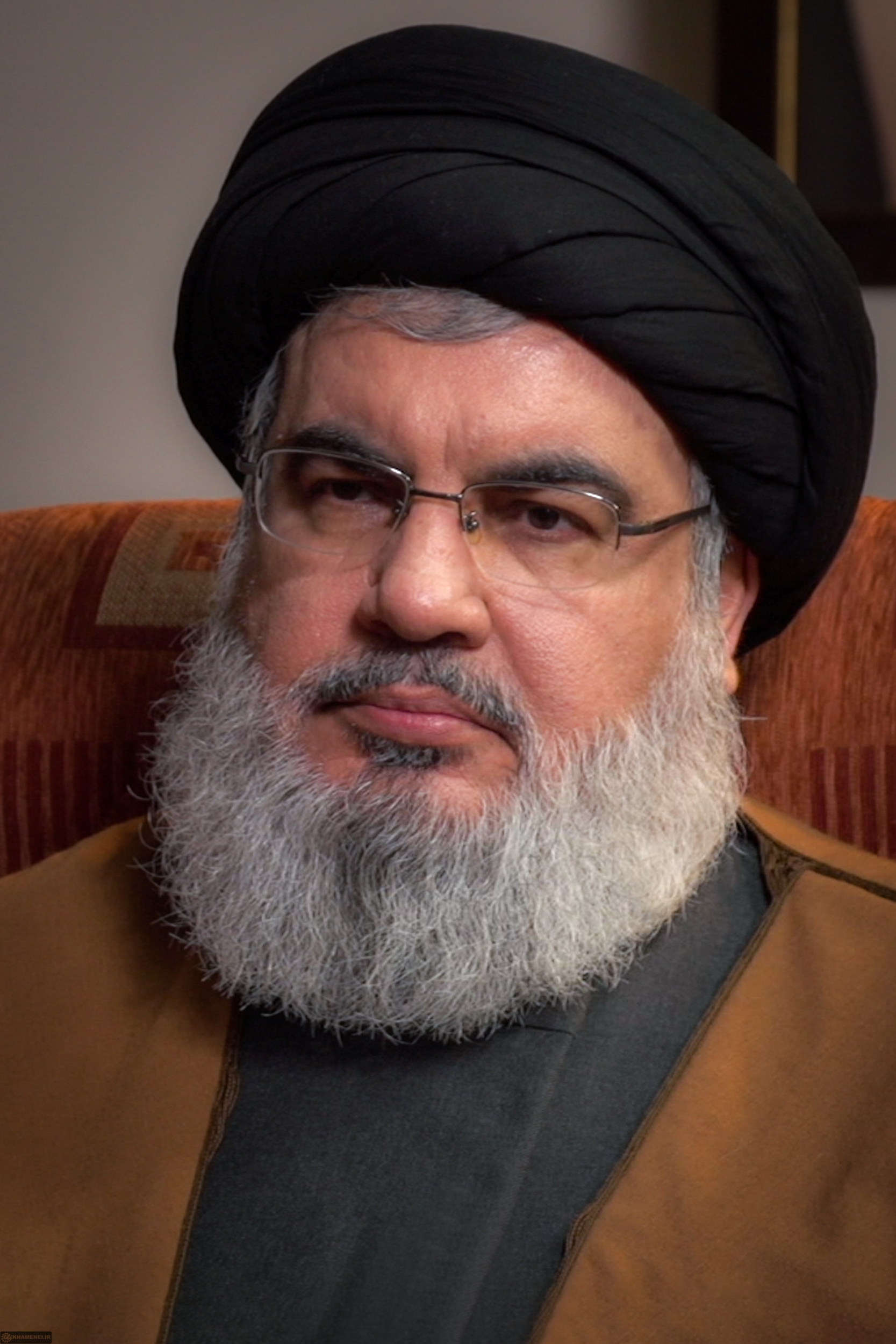
ハサン・ナスララ／9月27日没

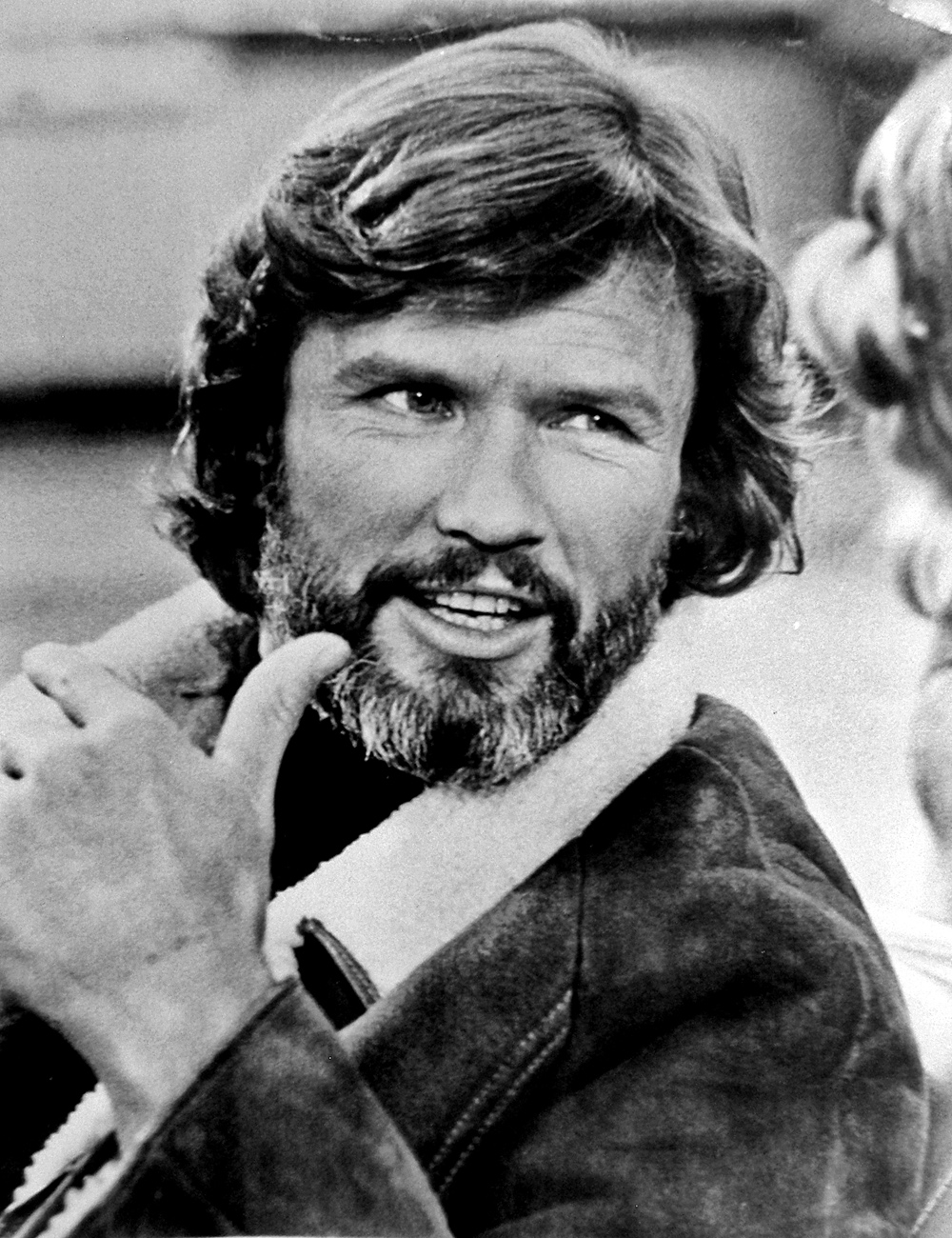
クリス・クリストファーソン／9月28日没

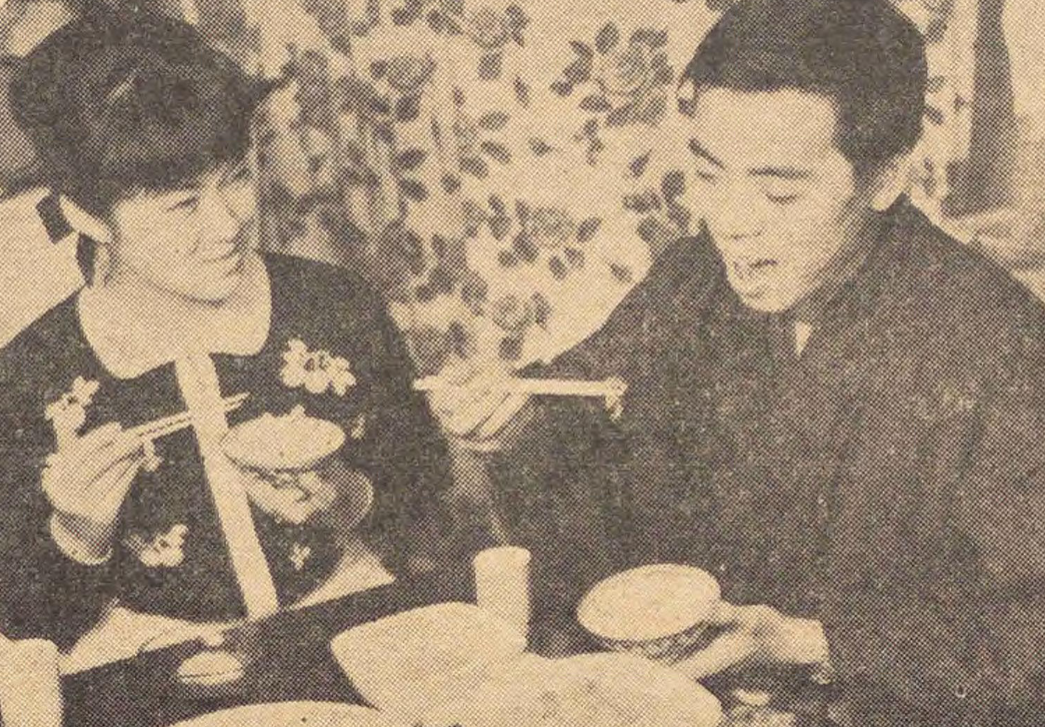
大山のぶ代（左）／9月29日没

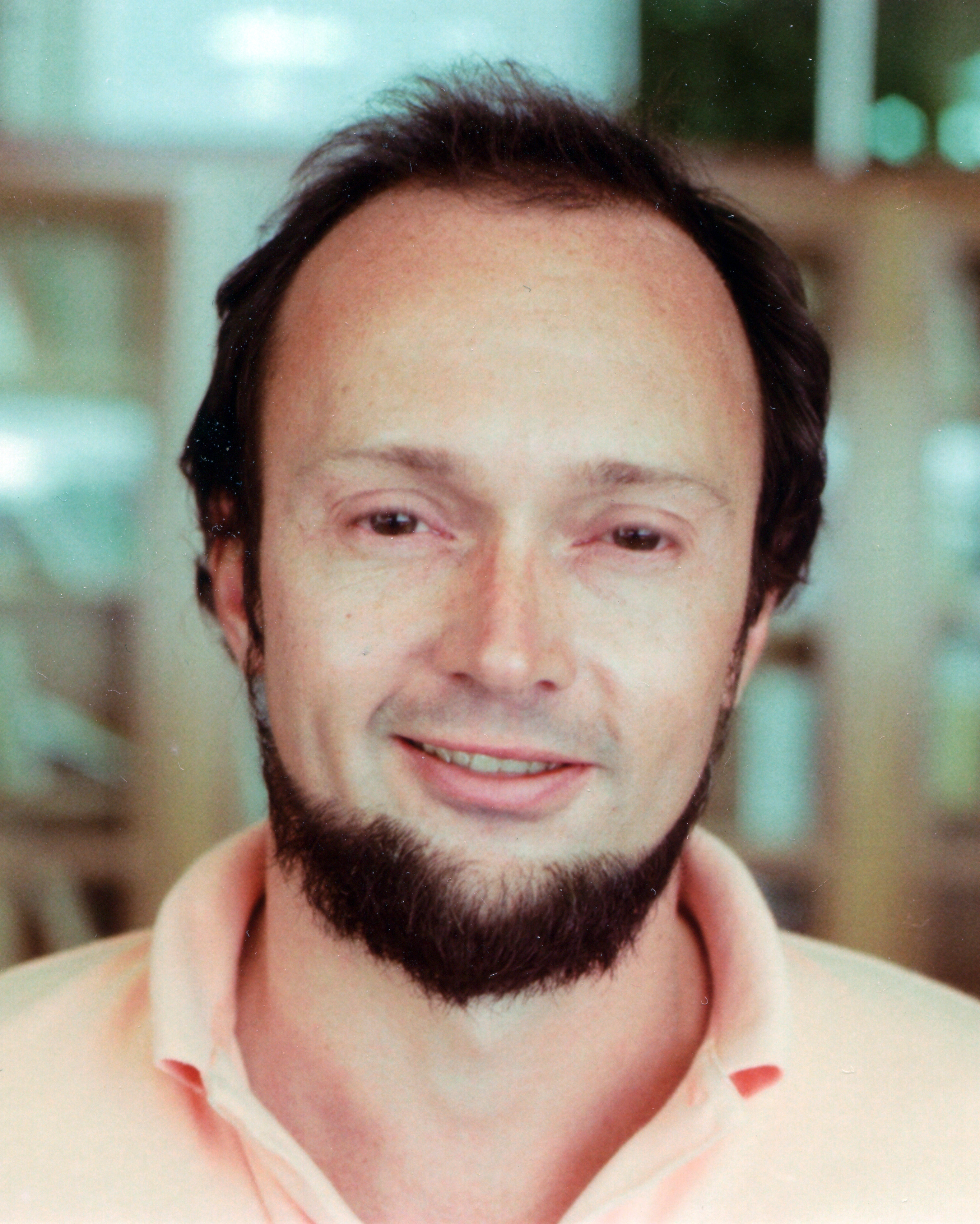
リチャード・S・ハミルトン／9月29日没

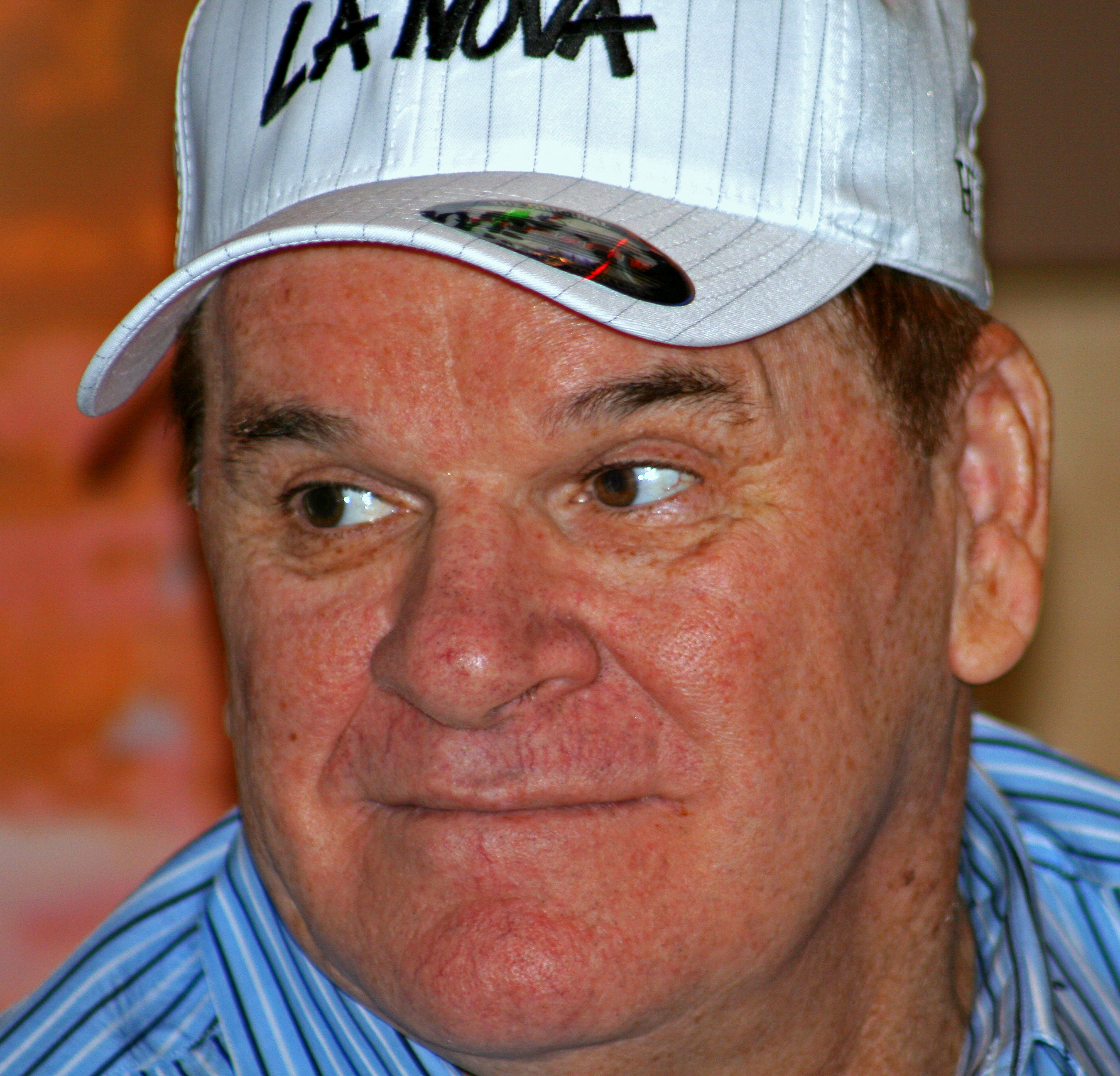
ピート・ローズ／9月30日没

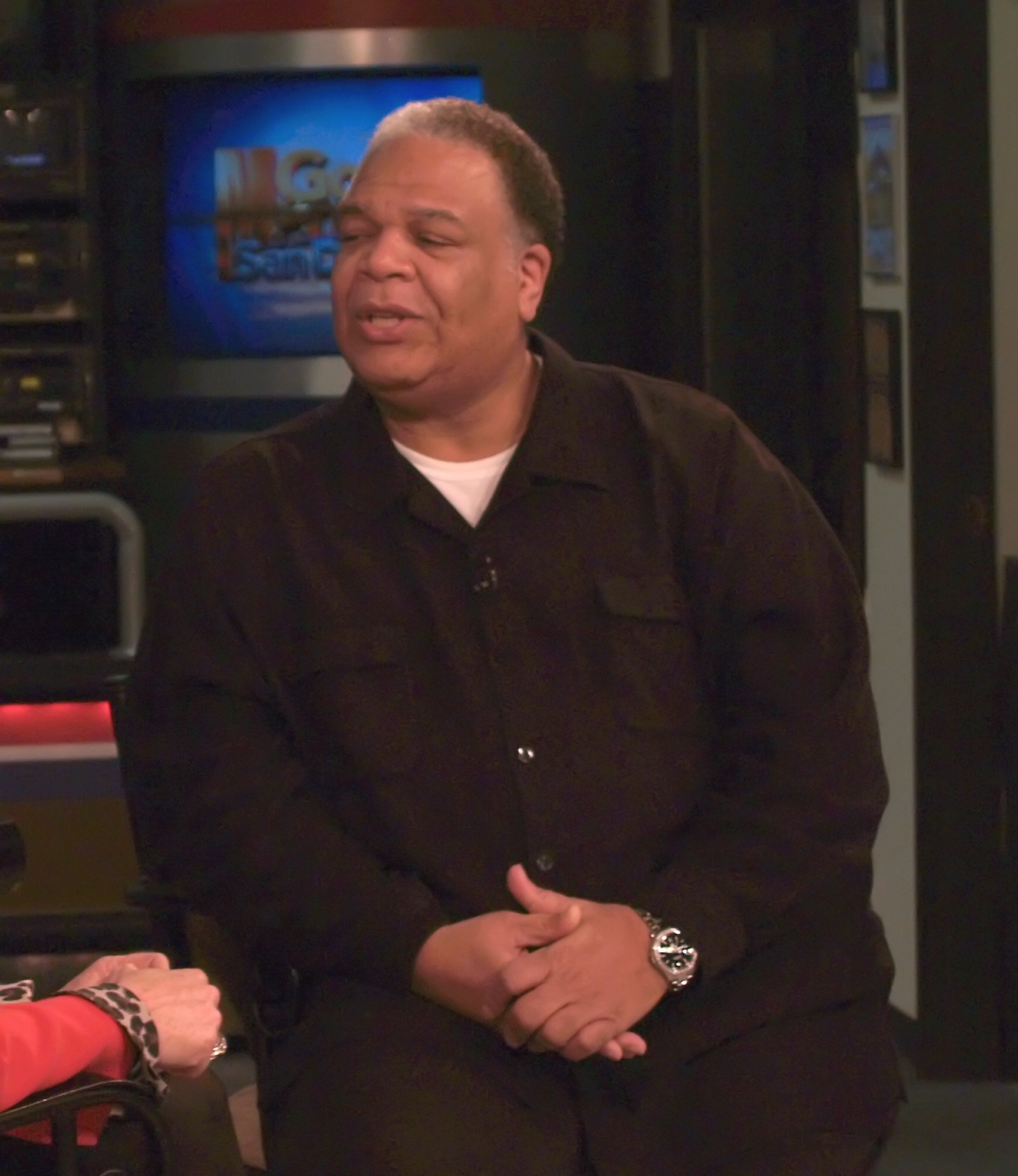
ケン・ペイジ／9月30日没

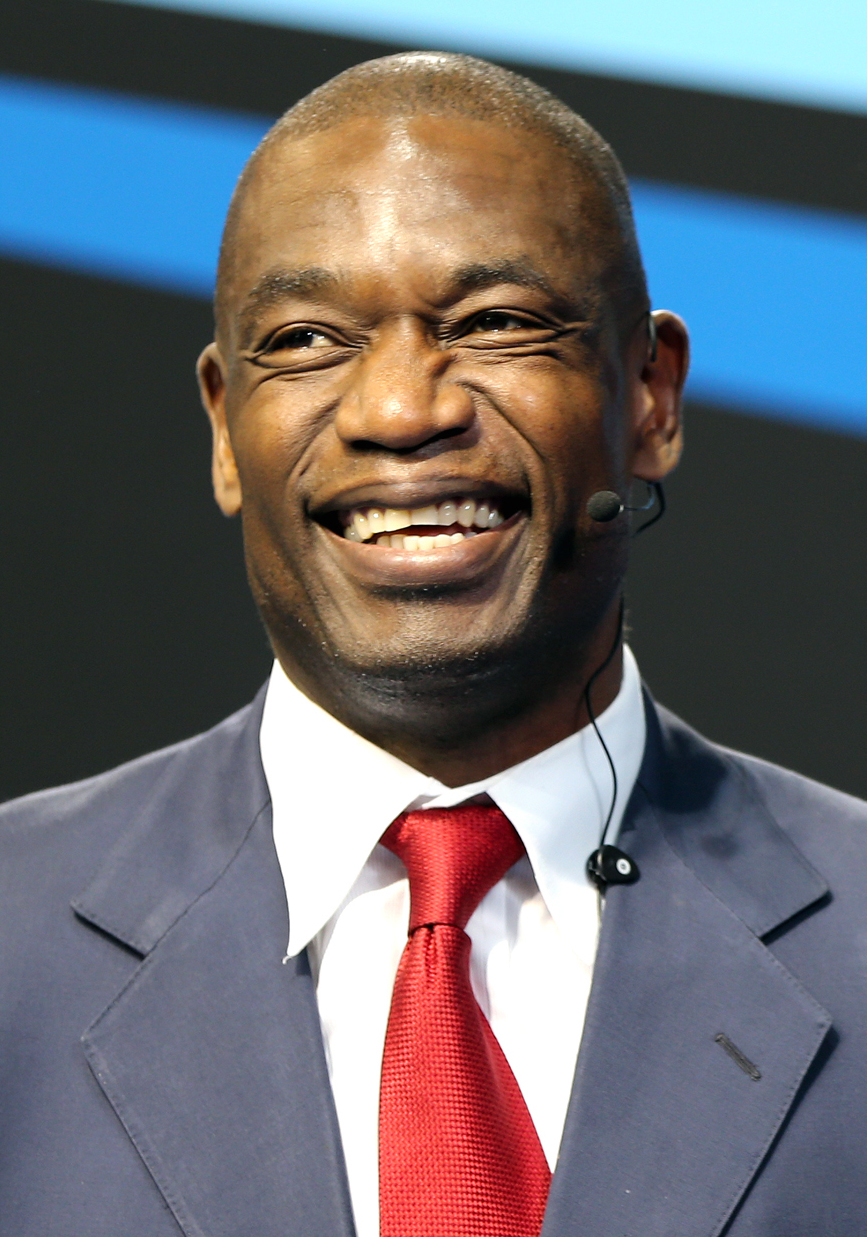
ディケンベ・ムトンボ／9月30日没

- 9月16日 - ピーター・グリーン（英語版）、イギリス出身のアメリカ合衆国の古典学者、歴史学者、作家、ジャーナリスト、編集者、元アイオワ大学・テキサス大学オースティン校教授（* 1924年）[182]
- 9月16日 - 島京子、日本の作家（* 1926年）[183]
- 9月16日 - 胡継高（中国語版）、中華人民共和国の文化遺産保護の専門家、中国文化遺産研究院（中国語版）研究員（* 1930年）[184]
- 9月16日 - 細江英公、日本の写真家（* 1933年）[185]
- 9月16日 - バーバラ・パスコ（英語版）、イギリスの女優（* 1935年）[186]
- 9月16日（訃報発表日） - ユハース・イシュトヴァーン（英語版、ハンガリー語版）、ハンガリーの元プロサッカー選手、元同国代表、1968年オリンピック金メダリスト（* 1945年）[187]
- 9月16日 - ヘンク・デン・ダイン（オランダ語版）、オランダの元空軍軍人、政治家、元オランダ空軍大尉、元ローゼンブルフ（英語版）・ゼーフェンベルヘン・ムールダイク（英語版）市長、元アルフェン・アーン・デン・ライン（英語版）市議会議員、元王立野球ソフトボール連盟会長（* 1946年）[188]
- 9月16日 - 宋彬彬、中華人民共和国の元紅衛兵幹部（* 1947年または1949年）[189]
- 9月16日 - ロベルト・ディル＝ブンディ、スイスの元トラックレース・ロードサイクリスト、1980年オリンピック金メダリスト（* 1958年）[190]
- 9月16日 - ゲイリー・ショー（英語版）、イギリスの元プロサッカー選手、元イングランドU-21代表（* 1961年）[191]
- 9月16日 - 栗橋伸祐、日本の漫画家（* 1964年）[192][193]
- 9月17日 - ダン・ビック・ハー（ベトナム語版）、ベトナムの歴史学者、元ハノイ師範大学教員（* 1928年）[194]
- 9月17日 - クリス・ジョーンズ（英語版）、イギリス出身のアメリカ合衆国の登山家、アルピニスト、作家（* 1939年）[195]
- 9月17日 - ネルソン・デミル、アメリカ合衆国の小説家（* 1943年）[196]
- 9月17日 - ジーン・ロバーツ（英語版）、オーストラリアの元砲丸投・円盤投選手、指導者（* 1943年）[197]
- 9月17日 - J・D・サウザー、アメリカ合衆国のシンガーソングライター、俳優（* 1945年）[198]
- 9月17日（訃報発表日） - ベイェネ・ペトロス（英語版）、エチオピアの生物学者、政治家、元人民代表院（英語版）議員、元アディスアベバ大学教授（* 1950年）[199]
- 9月17日（訃報発表日） - ケニー・ヒスロップ（英語版）、イギリスのドラマー、「シンプル・マインズ」のメンバー（* 1951年）[200]
- 9月17日 - セーザル・マルティンス・デ・オリヴェイラ（英語版、ポルトガル語版）、ブラジルの元プロサッカー選手（* 1956年）[201]
- 9月17日 - 石班瑜（中国語版）（石仁茂）、中華民国（台湾）の声優（* 1958年）[202]
- 9月17日 - モハメド・マフムード・ウルド・モハメドゥー（英語版、アラビア語版）、モーリタニアの政治史学者、政治家、元外相、元国際開発研究大学院・ハーバード大学教授（* 1968年）[203]
- 9月17日 - 須藤信充、日本のプロキックボクサー、プロボクサー（* 1970年）[204]
- 9月18日（訃報発表日） - ミエ・オオタ、アメリカ合衆国の実業家、社交ダンス指導者（* 1918年）[205][206]
- 9月18日 - 葉楚梅（wikidata）、中華人民共和国の官僚、元機械工業部（中国語版）機床局副局長（* 1928年）[207]
- 9月18日 - トニー・ソーパー（英語版）、イギリスのテレビプロデューサー、テレビ司会者、作家、博物学者（* 1929年）[208]
- 9月18日 - ロルフ・ヴォルフショール、ドイツの元サイクロクロス・ロードサイクリスト（* 1938年）[209]
- 9月18日 - ニック・グラヴェナイティス（英語版）、アメリカ合衆国のブルース・ミュージシャン、ソングライター、音楽プロデューサー、「エレクトリック・フラッグ（英語版）」の元メンバー（* 1938年）[210]
- 9月18日 - ピエール・アロンゾ（英語版、フランス語版）、フランスの元プロサッカー選手、指導者（* 1940年）[211]
- 9月18日 - ウルゼル・ヴィルト＝ブルナー（英語版、ドイツ語版）、ドイツの元競泳選手、1960年オリンピック銅メダリスト（* 1941年）[212]
- 9月18日 - サム・マルコムソン（英語版）、イギリス出身のニュージーランドの元プロサッカー選手、元ニュージーランド代表（* 1947年）[213]
- 9月18日 - 渡辺守人、日本の実業家、政治家、富山県議会議員・元議長、元高岡交通社長（* 1953年）[214]
- 9月18日 - ピテル・バウマン（オランダ語版）、オランダの演出家、舞台監督、コメディアン、ラジオパーソナリティ（* 1958年）[215]
- 9月18日（訃報発表日） - セハト・スタルジャ（英語版、インドネシア語版）、インドネシア出身のアメリカ合衆国の実業家、発明家、マーベル・テクノロジー共同創業者（* 1961年）[216]
- 9月18日 - サルヴァトーレ・スキラッチ、イタリアの元プロサッカー選手【ユヴェントス、インテル・ミラノ、ジュビロ磐田など所属】、元同国代表（* 1964年）[217]
- 9月18日（訃報発表日） - ズーリャ・カマロワ（英語版、ロシア語版、タタール語版）、ソビエト連邦出身のオーストラリアの歌手（* 1969年）[218]
- 9月18日 - 許家蓓（中国語版）、中華民国（台湾）の政治家、台北市議会議員（* 1977年）[219]
- 9月18日 - ケサリア・アブラミーゼ（英語版、グルジア語版）、ジョージアのモデル（* 1987年）[220]
- 9月19日 - 石川榮喜、日本の小学校教員、元鉄血勤皇隊隊員（* 1929年）[221]
- 9月19日（訃報発表日） - ジェイ・J・アームズ、アメリカ合衆国の私立探偵、俳優、作家、実業家、政治家、元エルパソ市議会議員（* 1932年）[222]
- 9月19日 - ブルーノ・サッコ、イタリア出身のドイツのカーデザイナー、元メルセデス・ベンツのチーフデザイナー（* 1933年）[223]
- 9月19日 - 朴東宣、大韓民国の実業家、ロビイスト（* 1935年）[224]
- 9月19日 - 石橋𣳾助、日本の組織神学者、カトリック教会の聖職者【神言修道会所属】、南山大学名誉教授（* 1935年）[225]
- 9月19日 - 坂東邦彦、日本の実業家、元山陽特殊製鋼社長（* 1935年?）[226]
- 9月19日 - ラルフ・アブラハム（英語版）、アメリカ合衆国の数学者、元カリフォルニア大学サンタクルーズ校教授（* 1936年）[227]
- 9月19日 - ジョナサン・ウェルズ、アメリカ合衆国のインテリジェント・デザイナー、作家（* 1942年）[228]
- 9月19日 - ステファン・フェルウェイ（オランダ語版）、オランダの漫画家（* 1946年）[229]
- 9月19日 - 劉文傑（中国語版）、中華人民共和国の公務員、政治家、湖南省財政庁庁長、全国人民代表大会代表、元湖南省統計局局長（* 1966年）[230]
- 9月20日 - グエン・ディン・ダウ（英語版、ベトナム語版）、ベトナムの歴史学者、歴史地理学者、古地図蒐集家（* 1919年または1920年）[231]
- 9月20日 - ダン・エヴァンス（英語版）、アメリカ合衆国の政治家、元上院議員、元ワシントン州知事、元ワシントン州議会下院（英語版）議員（* 1925年）[232]
- 9月20日（訃報発表日） - デイヴィッド・グレアム（英語版）、イギリスの声優、俳優（* 1925年）[233]
- 9月20日 - 工藤晃、日本の政治家、日本共産党中央委員会付属社会科学研究所研究員、元衆議院議員、日本共産党中央委員会名誉役員（* 1926年）[234]
- 9月20日 - バルバラ・ホラヴィアンカ（英語版、ポーランド語版）、ポーランドの女優（* 1930年）[235]
- 9月20日 - キャスリン・クロスビー（英語版）、アメリカ合衆国の女優（* 1933年）[236]
- 9月20日 - 佐久間進、日本の実業家、サンレーグループ創業者・名誉会長（* 1935年）[237]
- 9月20日 - カヴィユール・ポンナンマ（英語版、マラヤーラム語版）、インドの女優（* 1945年）[238]
- 9月20日 - ランディ・ウェスト、アメリカ合衆国のポルノ男優、ポルノ監督（* 1947年）[239]
- 9月20日 - 赤澤史朗、日本の政治史学者、思想史家、立命館大学名誉教授（* 1948年）[240]
- 9月20日 - アルタシェス・ゲガミャン（英語版、アルメニア語版）、ソビエト連邦、アルメニアの政治家、元アルメニア国民議会議員、元エレバン市長（* 1949年）[241]
- 9月20日 - ラドミラ・ジヴコヴィッチ（英語版、セルビア語版）、ユーゴスラビア、セルビアの女優（* 1953年）[242]
- 9月20日 - ジョン・スヴェンドセン（英語版）、アメリカ合衆国の元水球・競泳選手、元同国水球代表、1984年オリンピック銀メダリスト（* 1953年）[243]
- 9月20日 - 福田和也、日本の文芸評論家、エッセイスト、コメンテーター、慶應義塾大学名誉教授（* 1960年）[244]
- 9月20日 - イブラーヒーム・アキール（英語版、アラビア語版）、レバノンの軍人、ヒズボラ司令官（* 1961年）[245]
- 9月20日 - さユり、日本のシンガーソングライター（* 1996年）[246]
- 9月20日 - 大宮イチ、日本の俳優、タレント（* 生年不明）[247]
- 9月21日 - 任建新（中国語版）、中華人民共和国の政治家、元最高人民法院院長、元中国共産党中央書記処・中央政法委員会書記、元中国人民政治協商会議全国委員会副主席（* 1925年）[248]
- 9月21日 - 盧洪（中国語版）、中華人民共和国の政治家、元全国人民代表大会代表、元山東省人民代表大会常務委員会副主任、元山東省副省長（* 1926年）[249]
- 9月21日 - ベニー・ゴルソン、アメリカ合衆国のジャズ・ミュージシャン、サクソフォニスト、作曲家、編曲家、クリエイティブ・ディレクター（* 1929年）[250][251]
- 9月21日（訃報発表日） - 呂春錫、朝鮮民主主義人民共和国の軍人、政治家、元人民武力部・朝鮮労働党中央委員会副部長、元最高人民会議代議員（* 1931年）[252]
- 9月21日 - 胡敏（中国語版）、中華人民共和国の政治家、元全国人民代表大会常務委員会委員、元中国国民党革命委員会中央委員会副主席（* 1931年）[253]
- 9月21日 - 山本次男、日本の実業家、元ミネベア社長（* 1935年）[254]
- 9月21日 - 熊井明子、日本の作家、エッセイスト、ポプリ研究家（* 1940年）[255]
- 9月21日 - ローイェル・パルム（スウェーデン語版）、スウェーデンのドラマー、「ABBA」の元スタジオ・ミュージシャン（* 1949年）[256]
- 9月21日（訃報発表日） - 高妙思（中国語版）、マカオ出身の香港の女優（* 1954年）[257]
- 9月21日 - 松木武彦、日本の認知考古学者、歴史学者、国立歴史民俗博物館教授、元岡山大学教授（* 1961年）[258]
- 9月22日 - フレドリック・ジェイムソン、アメリカ合衆国の哲学者、批評家（* 1934年）[259]
- 9月22日 - ブライアン・ヒューゲット（英語版）、イギリスのプロゴルファー（* 1936年）[260]
- 9月22日 - ピーター・ジェイ（英語版）、イギリスの実業家、経済学者、編集者、テレビ司会者、外交官、TV-am創業者会長、元駐アメリカ合衆国大使（* 1937年）[261]
- 9月22日 - 朴熙富、大韓民国の政治家、元国会議員、元民主化推進協議会組織局長（* 1938年）[262]
- 9月22日 - 張琪杓（朝鮮語版）、大韓民国の労働運動家、市民運動家、民主化運動家、政治活動家（* 1945年）[263]
- 9月22日 - 速水輝彦、日本の実業家、元京都新聞社取締役（* 1955年?）[264]
- 9月22日 - アッカパン・ナマート（英語版、タイ語版）、タイの俳優（* 1985年）[265]
- 9月23日 - アマドゥ＝マハタール・ムボウ、セネガルの国際機関職員、政治家、元教育相・文化相、元国民議会議員、元国際連合教育科学文化機関事務局長（* 1921年）[266]
- 9月23日 - 吉藤敬、日本のジャーナリスト、元木材工業新聞記者、元日本林政ジャーナリストの会事務局長（* 1934年?）[267]
- 9月23日 - ロベール・エマール（英語版、フランス語版）、フランスのプラズマ物理学者、核融合学者、元欧州原子核研究機構事務局長（* 1936年）[268]
- 9月23日 - ダニエル・バルジョラン（フランス語版）、フランスの元サイクリスト（* 1938年）[269]
- 9月23日（訃報発表日） - フレディ・セーラム（英語版）、アメリカ合衆国のギタリスト、「アウトローズ（英語版）」の元メンバー（* 1954年）[270]
- 9月23日 - ルパート・キーガン、イギリスの元レーシングドライバー（* 1955年）[271]
- 9月23日（遺体発見日） - アスム・パルス（英語版、トルコ語版）、ユーゴスラビア出身のトルコ、ボスニア・ヘルツェゴビナの元プロバスケットボール選手、元トルコ代表（* 1976年）[272]
- 9月24日（訃報発表日） - ジャンカルロ・クロスタ（英語版、イタリア語版）、イタリアの元ローイング競技選手、1960年オリンピック銀メダリスト（* 1934年）[273]
- 9月24日 - ヘルマン・ゼルプハー（ドイツ語版）、ドイツのサッカー団体職員、元ドイツサッカー連盟試合委員会委員長、元DFBポカールの抽選担当者（* 1934年）[274]
- 9月24日 - 中山忠彦、日本の洋画家、元日展理事長（* 1935年）[275]
- 9月24日（訃報発表日） - フランシス・フォックス（英語版、フランス語版）、カナダの弁護士、政治家、元通信相、元国務長官・法務長官、元庶民院・元老院議員（* 1939年）[276]
- 9月24日 - 角張保、日本の政治家、元新潟県吉川町長、元吉川町議会議員（* 1940年?）[277]
- 9月24日 - ピエール＝ウィリアム・グレン、フランスの撮影監督、映画監督（* 1943年）[278]
- 9月24日 - フリアン・ムニョス（英語版、スペイン語版）、スペインの政治家、元マルベーリャ市長（* 1947年）[279]
- 9月24日 - ダグ・バード（英語版）、アメリカ合衆国の元プロ野球選手（* 1950年）[280]
- 9月24日 - 唐沢俊一、日本のコラムニスト、雑文家、劇作家、演出家（* 1958年）[281]
- 9月25日 - ジャン・シェリーニ（フランス語版）、フランスの宗教史学者（* 1931年）[282]
- 9月25日 - ジョン・ボームガートナー（英語版）、アメリカ合衆国の元プロ野球選手（* 1931年）[283]
- 9月25日 - 安城欽寿、日本の実業家、元京セラ社長（* 1934年）[284]
- 9月25日 - 坂東羽之助、日本の歌舞伎俳優（* 1936年）[285]
- 9月25日 - 金鳳浩（中国語版）、中華人民共和国の作曲家、延辺大学名誉教授（* 1937年）[286]
- 9月25日 - 朴燦鎬、日本の音楽史家、韓国歌謡研究者（* 1943年?）[287]
- 9月25日（訃報発表日） - ロッキー・モラン（英語版）、アメリカ合衆国の元レーシングドライバー（* 1950年）[288]
- 9月25日 - 乗峯栄一、日本の作家、競馬評論家、コラムニスト（* 1955年）[289]
- 9月25日 - ロマン・マジャノフ（英語版、ロシア語版）、ソビエト連邦、ロシアの俳優（* 1962年）[290]
- 9月25日 - 朴勝一（朝鮮語版）、大韓民国の元バスケットボール選手、指導者（* 1971年）[291]
- 9月26日 - イェレニチ・イシュトヴァーン（ハンガリー語版）、ハンガリーのピアリスト会の修道士・聖職者、神学者、元ピアリスト会ハンガリー教区長（* 1932年）[292]
- 9月26日 - ミシェル・カレガ（英語版、フランス語版）、フランスの元射撃選手、1972年オリンピック銀メダリスト（* 1934年）[293]
- 9月26日 - 牧口一二、日本のグラフィックデザイナー、障害者権利活動家、元ゆめ風基金代表理事（* 1937年）[294]
- 9月26日 - 林勇、日本のアナウンサー【長野放送所属】（* 1945年または1946年）[295]
- 9月26日 - ジョン・アシュトン、アメリカ合衆国の俳優（* 1948年）[296]
- 9月26日 - 山崎寛治、日本の実業家、元ヤマザキ会長（* 1950年?）[297]
- 9月26日 - セレン・ベリエソン（英語版、スウェーデン語版）、スウェーデンの元プロサッカー選手、指導者、元同国代表（* 1956年）[298]
- 9月27日 - 顔世鴻（中国語版）、中華民国（台湾）の医師、作家、元政治犯（* 1927年）[299]
- 9月27日 - ジョン・リトル（英語版）、アメリカ合衆国のオペレーションズ・リサーチ学者、経営学者、マサチューセッツ工科大学名誉教授（* 1928年）[300]
- 9月27日 - キム・ヨンマン（朝鮮語版）、大韓民国の歌手、作曲家（* 1933年または1935年）[301]
- 9月27日 - マギー・スミス、イギリスの女優（* 1934年）[302]
- 9月27日 - ジョーイ・ジェイ（英語版）、アメリカ合衆国の元プロ野球選手（* 1935年）[303]
- 9月27日（訃報発表日） - クライヴ・エヴァートン（英語版）、イギリスの元プロスヌーカー・イギリス式ビリヤード選手、スポーツ解説者、スポーツジャーナリスト、作家、編集者（* 1937年）[304]
- 9月27日 - ファジレ・イブラヒム（英語版、トルコ語版、アラビア語版）、フランス出身のエジプト王国、トルコの元王族（* 1941年）[305]
- 9月27日 - 山田啓三、日本の実業家、元東京楽天地社長（* 1945年）[306]
- 9月27日（訃報発表日） - 茶木則雄、日本の書評家（* 1957年）[307]
- 9月27日 - ハサン・ナスララ、レバノンのウラマー、政治家、ヒズボラ書記長（* 1960年）[308]
- 9月27日 - アッバス・ニルフォルーシャン（英語版、ペルシア語版）、イランの軍人、イスラム革命防衛隊准将・副司令官（* 1966年）[309]
- 9月27日 - ピット・パッサレル（英語版、ポルトガル語版）、アルゼンチン出身のブラジルのベーシスト、「ヴァイパー」のメンバー（* 1968年）[310]
- 9月27日 - ファビアン・カバジェロ（英語版、スペイン語版）、アルゼンチン出身のパラグアイの元プロサッカー選手、指導者（* 1978年）[311]
- 9月27日 - ムリエル・フラー（英語版、ドイツ語版）、スイスのマウンテンバイクレース・サイクロクロス・ロードサイクリスト（* 2006年）[312]
- 9月28日 - アレシャンドレ・ド・ナシメント（英語版、ポルトガル語版）、アンゴラのカトリック教会の聖職者、元ルバンゴ・ルアンダ教区大司教、元マランジェ教区司教（* 1925年）[313]
- 9月28日 - 椿本照夫、日本の実業家、椿本興業名誉会長・元社長（* 1925年）[314]
- 9月28日 - ウィンフィールド・ダン（英語版）、アメリカ合衆国の歯科医師、政治家、元テネシー州知事（* 1927年）[315]
- 9月28日 - 式正英、日本の地理学者、お茶の水女子大学名誉教授（* 1927年）[316]
- 9月28日 - 友利哲夫、日本の高等学校教員、元沖縄県立本部高等学校生物教諭、ヤンバルクイナ・ヤンバルテナガコガネの発見貢献者（* 1933年?）[317]
- 9月28日 - 崔光律（朝鮮語版）、大韓民国の裁判官、弁護士、元憲法裁判所裁判官（* 1934年または1936年）[318]
- 9月28日 - クリス・クリストファーソン、アメリカ合衆国のカントリー・ミュージシャン、シンガーソングライター、俳優（* 1936年）[319]
- 9月28日（訃報発表日） - ベンクト・フリティオフソン（英語版、スウェーデン語版）、スウェーデンのワイン・料理評論家、ジャーナリスト、作家（* 1939年）[320]
- 9月28日（訃報発表日） - ジャック・テーゲルス（英語版、オランダ語版）、ベルギーの元プロサッカー選手、元同国代表（* 1946年）[321]
- 9月28日 - 田英章（中国語版）、中華人民共和国の書家（* 1950年）[322]
- 9月28日（訃報発表日） - ドレイク・ホジスティン（英語版）、アメリカ合衆国の俳優（* 1953年）[323]
- 9月29日 - 田淑（朝鮮語版）、大韓民国の女優（* 1926年）[324]
- 9月29日 - 日髙美恵子、日本の実業家、お菓子の日髙共同創業者（* 1926年?）[325]
- 9月29日（訃報発表日） - オジー・ビルヒル・セニオル（英語版、スペイン語版）、ドミニカ共和国の元プロ野球選手、指導者（* 1932年）[326]
- 9月29日 - 大山のぶ代、日本の声優、女優（* 1933年）[327]
- 9月29日 - ロン・エリー（英語版）、アメリカ合衆国の俳優、司会者、小説家（* 1938年）[328]
- 9月29日 - リチャード・S・ハミルトン、アメリカ合衆国の数学者、コロンビア大学教授（* 1943年）[329]
- 9月29日（訃報発表日） - ストイカ・ミラノワ、ブルガリアのヴァイオリニスト、指導者（* 1945年）[330]
- 9月29日（訃報発表日） - アルトン・メイリング（英語版）、南アフリカ共和国の元プロサッカー選手、指導者、元同国代表（* 1976年）[331]
- 9月29日（遺体発見日） - アンドレア・カポーネ（英語版、イタリア語版）、イタリアの元プロサッカー選手（* 1981年）[332]
- 9月30日 - 横山康二郎、日本の実業家、元東京急行電鉄専務（* 1924年?）[333]
- 9月30日 - 永美ハルオ、日本の漫画家、イラストレーター（* 1933年）[334]
- 9月30日 - 小原明子、日本出身のブラジルの舞踊家、バレリーナ（* 1935年）[335]
- 9月30日 - 山藤章二、日本のイラストレーター、風刺画家（* 1937年）[336]
- 9月30日（訃報発表日） - ダン・ティホン（英語版、ヘブライ語版）、イスラエルの政治家、元クネセト議員・議長（* 1937年）[337]
- 9月30日 - ロバート・ワッツ（英語版）、イギリスの映画プロデューサー（* 1938年）[338]
- 9月30日 - ピート・ローズ、アメリカ合衆国の元プロ野球選手【シンシナティ・レッズ、フィラデルフィア・フィリーズほか所属】、指導者（* 1941年）[339]
- 9月30日 - 大江又三郎、日本の能楽師、観世流シテ方（* 1944年）[340]
- 9月30日 - ウンベルト・オルテガ（英語版、スペイン語版）、ニカラグアの陸軍軍人、革命家、作家、政治家、政治犯、ニカラグア陸軍大将、元国防相、元ニカラグア軍（英語版）最高司令官（* 1947年）[341]
- 9月30日 - ケン・ペイジ、アメリカ合衆国の俳優、声優（* 1954年）[342]
- 9月30日 - デイヴ・アリソン（英語版）、カナダのギタリスト、「アンヴィル」の元メンバー（* 1956年?）[343][344]
- 9月30日 - ディケンベ・ムトンボ、コンゴ民主共和国出身のアメリカ合衆国の元プロバスケットボール選手（* 1966年）[345]
- 9月30日 - パク・チア（朝鮮語版）、大韓民国の女優（* 1972年）[346]
- 9月30日 - ギャヴィン・クリール（英語版）、アメリカ合衆国の俳優（* 1976年）[347]

## 没日不明
- 9月末 - 三遊亭とん楽、日本の落語家（* 1957年）[348]
- 9月中 - オ・ヨアンナ（朝鮮語版）、大韓民国の気象キャスター（* 1996年）[349]